# Élections municipales de 2014 dans l'Hérault
Les élections municipales se sont déroulées les 23 et 30 mars 2014 dans l'Hérault. Cette page ne traite que les communes de 3 000 habitants et plus.

## Maires sortants et maires élus
La gauche s'incline à Paulhan et Vias. Elle compense avec des succès à Capestang et Mireval bien que la maire PS de Montpellier ait été battue par un divers-gauche. La gauche conserve ainsi une courte avance sur la droite. Cette dernière est également battue par le candidat d'extrême-droite soutenu par le Front National, Robert Ménard, qui remporte la mairie de Béziers.
| Commune                   | Population | Maire sortant            | Parti | Parti | Maire élu                | Parti | Parti |
| ------------------------- | ---------- | ------------------------ | ----- | ----- | ------------------------ | ----- | ----- |
| Agde                      | 23 999     | Gilles d'Ettore          |       | UMP   | Gilles d'Ettore          |       | UMP   |
| Baillargues               | 6 255      | Jean-Luc Meissonnier     |       | DVD   | Jean-Luc Meissonnier     |       | DVD   |
| Balaruc-les-Bains         | 6 911      | Gérard Canovas           |       | DVG   | Gérard Canovas           |       | DVG   |
| Bédarieux                 | 6 342      | Antoine Martinez         |       | PS    | Antoine Martinez         |       | PS    |
| Bessan                    | 4 638      | Robert Raluy             |       | DVD   | Stéphane Pepin-Bonet     |       | DVD   |
| Béziers                   | 71 432     | Raymond Couderc          |       | UMP   | Robert Ménard            |       | EXD   |
| Boujan-sur-Libron         | 3 136      | Philippe Rougeot         |       | DVD   | Gérard Abella            |       | DVD   |
| Canet                     | 3 361      | Claude Revel             |       | UMP   | Claude Revel             |       | UMP   |
| Capestang                 | 3 075      | Claude Guzovitch         |       | SE    | Pierre Polard            |       | PS    |
| Castelnau-le-Lez          | 15 951     | Jean-Pierre Grand        |       | UMP   | Jean-Pierre Grand        |       | UMP   |
| Castries                  | 5 811      | Gilbert Pastor           |       | PS    | Gilbert Pastor           |       | PS    |
| Cazouls-lès-Béziers       | 4 583      | Philippe Vidal           |       | PS    | Philippe Vidal           |       | PS    |
| Clapiers                  | 5 265      | Pierre Maurel            |       | PS    | Eric Penso               |       | PS    |
| Clermont-l'Hérault        | 8 121      | Alain Cazorla            |       | PS    | Salvador Ruiz            |       | DVG   |
| Cournonterral             | 5 891      | Thierry Breysse          |       | PS    | Thierry Breysse          |       | PS    |
| Fabrègues                 | 6 257      | Jacques Martinier        |       | UMP   | Jacques Martinier        |       | UMP   |
| Florensac                 | 4 909      | Vincent Gaudy            |       | PS    | Vincent Gaudy            |       | PS    |
| Frontignan                | 22 719     | Pierre Bouldoire         |       | PS    | Pierre Bouldoire         |       | PS    |
| Ganges                    | 4 031      | Michel Fratissier        |       | PS    | Michel Fratissier        |       | PS    |
| Gigean                    | 5 813      | Francis Veaute           |       | DVG   | Francis Veaute           |       | DVG   |
| Gignac                    | 5 515      | Jean Marcel Jover        |       | PS    | Jean-François Soto       |       | DVG   |
| Grabels                   | 6 543      | René Revol               |       | PG    | René Revol               |       | PG    |
| Jacou                     | 5 194      | Renaud Calvat            |       | PS    | Renaud Calvat            |       | PS    |
| Juvignac                  | 7 668      | Danièle Antoine-Santonja |       | UMP   | Jean-Luc Savy            |       | DVD   |
| La Grande-Motte           | 8 488      | Stéphan Rossignol        |       | UMP   | Stéphan Rossignol        |       | UMP   |
| Lattes                    | 15 754     | Cyril Meunier            |       | DVG   | Cyril Meunier            |       | DVG   |
| Le Crès                   | 8 250      | Pierre Bonnal            |       | PS    | Pierre Bonnal            |       | PS    |
| Lespignan                 | 3 151      | Claude Clariana          |       | DVG   | Jean-François Guibbert   |       | DVG   |
| Lodève                    | 7 638      | Marie-Christine Bousquet |       | PS    | Marie-Christine Bousquet |       | PS    |
| Lunel                     | 25 565     | Claude Arnaud            |       | DVD   | Claude Arnaud            |       | DVD   |
| Lunel-Viel                | 3 729      | Jean Charpentier         |       | EELV  | Jean Charpentier         |       | EELV  |
| Magalas                   | 3 120      | Charles Hey              |       | UMP   | Charles Hey              |       | UMP   |
| Maraussan                 | 3 905      | Serge Pesce              |       | PS    | Serge Pesce              |       | PS    |
| Marseillan                | 7 919      | Yves Michel              |       | UMP   | Yves Michel              |       | UMP   |
| Marsillargues             | 6 130      | Bernadette Vignon        |       | DVG   | Bernadette Vignon        |       | DVG   |
| Mauguio                   | 16 660     | Yvon Bourrel             |       | DVG   | Yvon Bourrel             |       | DVG   |
| Mèze                      | 10 964     | Henry Fricou             |       | EELV  | Henry Fricou             |       | EELV  |
| Mireval                   | 3 274      | Francis Foulquier        |       | DVD   | Christophe Durand        |       | PS    |
| Montady                   | 3 990      | Alain Castan             |       | PS    | Alain Castan             |       | PS    |
| Montagnac                 | 3 652      | Roger Fages              |       | DVD   | Yann Llopis              |       | DVD   |
| Montferrier-sur-Lez       | 3 428      | Michel Fraysse           |       | UMP   | Michel Fraysse           |       | UMP   |
| Montpellier               | 264 538    | Hélène Mandroux          |       | PS    | Philippe Saurel          |       | DVG   |
| Nissan-lez-Enserune       | 3 779      | Pierre Cros              |       | PRG   | Pierre Cros              |       | PRG   |
| Palavas-les-Flots         | 6 050      | Christian Jeanjean       |       | UMP   | Christian Jeanjean       |       | UMP   |
| Paulhan                   | 3 741      | Bernard Soto             |       | PS    | Claude Valero            |       | DVD   |
| Pérols                    | 8 547      | Christian Valette        |       | DVD   | Jean-Pierre Rico         |       | UDI   |
| Pézenas                   | 8 290      | Alain Vogel-Singer       |       | DVD   | Alain Vogel-Singer       |       | DVD   |
| Pignan                    | 6 446      | Michelle Cassar          |       | DVG   | Michelle Cassar          |       | DVG   |
| Portiragnes               | 3 202      | Gwendoline Chaudoir      |       | DVG   | Gwendoline Chaudoir      |       | DVG   |
| Poussan                   | 5 517      | Jacques Adge             |       | DVG   | Jacques Adge             |       | DVG   |
| Prades-le-Lez             | 4 540      | Jean-Marc Lussert        |       | DVG   | Jean-Marc Lussert        |       | DVG   |
| Saint-André-de-Sangonis   | 5 469      | Bernard Douysset         |       | UMP   | Patrick Lambolez         |       | DVD   |
| Saint-Aunès               | 3 047      | Marie-Thérèse Bruguière  |       | UMP   | Marie-Thérèse Bruguière  |       | UMP   |
| Saint-Clément-de-Rivière  | 4 926      | Alphonse Cacciaguera     |       | UMP   | Rodolphe Cayzac          |       | UMP   |
| Saint-Gély-du-Fesc        | 8 917      | Georges Vincent          |       | UMP   | Michèle Lernout          |       | UMP   |
| Saint-Georges-d'Orques    | 5 368      | Jean-François Audrin     |       | UMP   | Jean-François Audrin     |       | UMP   |
| Saint-Jean-de-Védas       | 8 632      | Isabelle Guiraud         |       | UMP   | Isabelle Guiraud         |       | UMP   |
| Saint-Mathieu-de-Tréviers | 4 671      | Jerôme Lopez             |       | PS    | Jerôme Lopez             |       | PS    |
| Sauvian                   | 4 189      | Bernard Auriol           |       | DVD   | Bernard Auriol           |       | DVD   |
| Sérignan                  | 6 740      | Fréderic Lacas           |       | DVD   | Fréderic Lacas           |       | DVD   |
| Servian                   | 4 251      | Christophe Thomas        |       | DVD   | Christophe Thomas        |       | DVD   |
| Sète                      | 43 408     | François Commeinhes      |       | UMP   | François Commeinhes      |       | UMP   |
| Teyran                    | 4 496      | Jean Pierre Mollet       |       | UMP   | Éric Bascou              |       | DVD   |
| Valras-Plage              | 4 465      | Guy Combes               |       | UMP   | Guy Combes               |       | UMP   |
| Vendargues                | 5 792      | Pierre Dudieuzère        |       | UMP   | Pierre Dudieuzère        |       | UMP   |
| Vias                      | 5 328      | Richard Monedero         |       | PS    | Jordan Dartier           |       | UMP   |
| Villeneuve-lès-Béziers    | 4 102      | Jean Paul Galonnier      |       | DVG   | Jean Paul Galonnier      |       | DVG   |
| Villeneuve-lès-Maguelone  | 9 354      | Noël Segura              |       | DVG   | Noël Segura              |       | DVG   |
| Villeveyrac               | 3 350      | Alain Jeantet            |       | DVG   | Jean Bruno Barucchi      |       | DVG   |

### Résultats en nombre de maires
| Partis       | Partis                            | Maires sortants | Maires élus | Évolution     |
| ------------ | --------------------------------- | --------------- | ----------- | ------------- |
|              | Parti socialiste                  | 19              | 16          | 3             |
|              | Divers gauche                     | 13              | 16          | 3             |
|              | Europe Écologie Les Verts         | 2               | 2           | en stagnation |
|              | Parti radical de gauche           | 1               | 1           | en stagnation |
|              | Parti de gauche                   | 1               | 1           | en stagnation |
| Total gauche | Total gauche                      | 36              | 36          | en stagnation |
|              | Union pour un mouvement populaire | 21              | 18          | 3             |
|              | Divers droite                     | 11              | 14          | 3             |
| Total droite | Total droite                      | 32              | 32          | en stagnation |
|              | App FN                            | 0               | 1           | 1             |
|              | Sans étiquette                    | 1               | 0           | 1             |
| Total        | Total                             | 69              | 69          | -             |

### Résultats par parti
| Parti                    | Parti                                      | Premier tour | Premier tour | Premier tour | Second tour | Second tour |  |
| Parti                    | Parti                                      | Voix         | %            | %            | Voix        | %           |  |
| ------------------------ | ------------------------------------------ | ------------ | ------------ | ------------ | ----------- | ----------- |  |
|                          | Union pour un mouvement populaire (UMP)    | 75 746       | 20,68        | 5,05         | 76 916      | 25,35       |  |
|                          | Divers gauche (DVG)                        | 68 724       | 18,76        | 3,66         | 70 868      | 23,36       |  |
|                          | Parti socialiste (PS)                      | 63 721       | 17,27        | 2,27         | 53 265      | 17,56       |  |
|                          | Divers droite (DVD)                        | 50 285       | 13,73        | 3,25         | 23 568      | 7,77        |  |
|                          | Front national (FN)                        | 47 662       | 13,01        | 10,68        | 42 655      | 14,06       |  |
|                          | Front de gauche (FG)                       | 11 542       | 3,15         | Nv           | 2 835       | 0,93        |  |
|                          | Union des démocrates et indépendants (UDI) | 6 212        | 1,70         | Nv           | 1 467       | 0,48        |  |
|                          | Parti communiste français (PCF)            | 5 537        | 1,51         | 1,71         | 9 858       | 3,35        |  |
|                          | Parti de gauche (PG)                       | 2 670        | 0,73         | Nv           | 1 775       | 0,59        |  |
|                          | Nouveau Parti anticapitaliste (NPA)        | 1 503        | 0,41         | Nv           |             |             |  |
|                          | Europe Écologie Les Verts (EÉLV)           | 1 151        | 0,31         | 3,04         |             |             |  |
|                          | Lutte ouvrière (LO)                        | 651          | 0,18         | 0,06         |             |             |  |
|                          | Parti ouvrier indépendant (POI)            | 179          | 0,05         | Nv           |             |             |  |
|                          | Sans étiquette (SE)                        | 31 208       | 8,52         | 5,2          | 20 153      | 6,64        |  |
|                          |                                            |              |              |              |             |             |  |
| Votes exprimés           | Votes exprimés                             | 367 208      | 96,06        |              | 300 410     | 96,71       |  |
| Votes blancs et nuls     | Votes blancs et nuls                       | 15 080       | 3,94         | 10 218       | 3,29        |             |  |
| Total                    | Total                                      | 382 288      | 100          | 310 628      | 100         |             |  |
| Absentions               | Absentions                                 | 207 523      | 35,18        | 0,01         | 161 154     | 34,16       |  |
| Inscrits / participation | Inscrits / participation                   | 589 811      | 64,82        |              | 471 782     | 65,84       |  |

## Résultats dans les communes de plus de3 000 habitants

### Agde
- Maire sortant : Gilles d'Ettore (UMP)
- 35 sièges à pourvoir au conseil municipal (population légale 2011 : 23 999 habitants)
- 17 sièges à pourvoir au conseil communautaire (CA Hérault Méditerranée)

| Tête de liste            | Tête de liste         | Liste          | Premier tour | Premier tour | Second tour | Second tour | Sièges | Sièges |
| Tête de liste            | Tête de liste         | Liste          | Voix         | %            | Voix        | %           | CM     | CC     |
| ------------------------ | --------------------- | -------------- | ------------ | ------------ | ----------- | ----------- | ------ | ------ |
|                          | Gilles D'Ettore*      | UMP-UDI        | 6 787        | 43,71        | 7 605       | 47,90       | 26     | 13     |
|                          | Fabrice Mur           | DVG            | 4 353        | 28,04        | 6 179       | 38,92       | 7      | 3      |
|                          | Alain Lebaube         | FN             | 2 194        | 14,13        | 2 091       | 13,17       | 2      | 1      |
|                          | Dominique Antonmattei | PS-PCF-EELV    | 1 070        | 6,89         |             |             |        |        |
|                          | Henri Couquet         | SE             | 755          | 4,86         |             |             |        |        |
|                          | Richard Rey           | FG             | 365          | 2,35         |             |             |        |        |
|                          |                       |                |              |              |             |             |        |        |
| Inscrits                 | Inscrits              | Inscrits       | 22 558       | 100,00       | 22 589      | 100,00      |        |        |
| Abstentions              | Abstentions           | Abstentions    | 6 664        | 29,54        | 6 298       | 27,88       |        |        |
| Votants                  | Votants               | Votants        | 15 894       | 70,46        | 16 291      | 72,12       |        |        |
| Blancs et nuls           | Blancs et nuls        | Blancs et nuls | 370          | 2,33         | 416         | 2,55        |        |        |
| Exprimés                 | Exprimés              | Exprimés       | 15 524       | 97,67        | 15 875      | 97,45       |        |        |
| * Liste du maire sortant |                       |                |              |              |             |             |        |        |

### Baillargues
- Maire sortant : Jean-Luc Meissonnier (DVD)
- 29 sièges à pourvoir au conseil municipal (population légale 2011 : 6 255 habitants)
- 2 sièges à pourvoir au conseil communautaire (Montpellier Méditerranée Métropole)

|                          | Jean-Luc Meissonnier * | DVD            | 2 033 | 56,66  | 23 | 2 |  |  |
|                          | José Martinez          | PS             | 849   | 23,66  | 3  |   |  |  |
|                          | Aurélie Armand         | UMP-UDI        | 706   | 19,67  | 3  |   |  |  |
|                          |                        |                |       |        |    |   |  |  |
| Inscrits                 | Inscrits               | Inscrits       | 5 191 | 100,00 |    |   |  |  |
| Abstentions              | Abstentions            | Abstentions    | 1 497 | 28,84  |    |   |  |  |
| Votants                  | Votants                | Votants        | 3 694 | 71,16  |    |   |  |  |
| Blancs et nuls           | Blancs et nuls         | Blancs et nuls | 106   | 2,87   |    |   |  |  |
| Exprimés                 | Exprimés               | Exprimés       | 3 588 | 97,13  |    |   |  |  |
| * Liste du maire sortant |                        |                |       |        |    |   |  |  |

### Balaruc-les-Bains
- Maire sortant : Gérard Canovas (DVG)
- 29 sièges à pourvoir au conseil municipal (population légale 2011 : 6 911 habitants)
- 3 sièges à pourvoir au conseil communautaire (CA Sète Agglopôle Méditerranée)

|                          | Gérard Canovas * | DVG            | 2 588 | 58,19  | 23 | 3 |  |  |
|                          | Didier Sauvaire  | UMP            | 1 268 | 28,51  | 4  |   |  |  |
|                          | Roch Rodriguez   | FN             | 591   | 13,28  | 2  |   |  |  |
|                          |                  |                |       |        |    |   |  |  |
| Inscrits                 | Inscrits         | Inscrits       | 5 987 | 100,00 |    |   |  |  |
| Abstentions              | Abstentions      | Abstentions    | 1 436 | 23,99  |    |   |  |  |
| Votants                  | Votants          | Votants        | 4 551 | 76,01  |    |   |  |  |
| Blancs et nuls           | Blancs et nuls   | Blancs et nuls | 104   | 2,29   |    |   |  |  |
| Exprimés                 | Exprimés         | Exprimés       | 4 447 | 97,71  |    |   |  |  |
| * Liste du maire sortant |                  |                |       |        |    |   |  |  |

### Bédarieux
- Maire sortant : Antoine Martinez (PS)
- 29 sièges à pourvoir au conseil municipal (population légale 2011 : 6 342 habitants)
- 14 sièges à pourvoir au conseil communautaire (CC Grand Orb)

| Tête de liste            | Tête de liste        | Liste          | Premier tour | Premier tour | Second tour | Second tour | Sièges | Sièges |
| Tête de liste            | Tête de liste        | Liste          | Voix         | %            | Voix        | %           | CM     | CC     |
| ------------------------ | -------------------- | -------------- | ------------ | ------------ | ----------- | ----------- | ------ | ------ |
|                          | Antoine Martinez *   | DVG            | 1 123        | 36,65        | 1 147       | 37,31       | 20     | 10     |
|                          | Jacky Tello          | PCF            | 750          | 24,47        | 828         | 26,93       | 4      | 2      |
|                          | Jean-Francois Moulin | DVD            | 749          | 24,44        | 816         | 26,54       | 4      | 2      |
|                          | Mikaël Bruneau       | FN             | 442          | 14,42        | 283         | 9,20        | 1      |        |
|                          |                      |                |              |              |             |             |        |        |
| Inscrits                 | Inscrits             | Inscrits       | 4 536        | 100,00       | 4 536       | 100,00      |        |        |
| Abstentions              | Abstentions          | Abstentions    | 1 399        | 30,84        | 1 362       | 30,03       |        |        |
| Votants                  | Votants              | Votants        | 3 137        | 69,16        | 3 174       | 69,97       |        |        |
| Blancs et nuls           | Blancs et nuls       | Blancs et nuls | 73           | 2,33         | 100         | 3,15        |        |        |
| Exprimés                 | Exprimés             | Exprimés       | 3 064        | 97,67        | 3 074       | 96,85       |        |        |
| * Liste du maire sortant |                      |                |              |              |             |             |        |        |

### Bessan
- Maire sortant : Robert Raluy
- 27 sièges à pourvoir au conseil municipal (population légale 2011 : 4 638 habitants)
- 3 sièges à pourvoir au conseil communautaire (CA Hérault Méditerranée)

| Tête de liste  | Tête de liste        | Liste          | Premier tour | Premier tour | Second tour | Second tour | Sièges | Sièges |
| Tête de liste  | Tête de liste        | Liste          | Voix         | %            | Voix        | %           | CM     | CC     |
| -------------- | -------------------- | -------------- | ------------ | ------------ | ----------- | ----------- | ------ | ------ |
|                | Stéphane Pepin-bonet | DVD            | 1 254        | 48,08        | 1 612       | 66,25       | 23     | 2      |
|                | Sylvie Loubet        | DVG            | 525          | 20,13        | 821         | 33,74       | 4      | 1      |
|                | Gilles Canitrot      | DVD            | 441          | 16,90        |             |             |        |        |
|                | Stéphane Revuelta    | FN             | 388          | 14,87        |             |             |        |        |
|                |                      |                |              |              |             |             |        |        |
| Inscrits       | Inscrits             | Inscrits       | 3 604        | 100,00       | 3 604       | 100,00      |        |        |
| Abstentions    | Abstentions          | Abstentions    | 911          | 25,28        | 961         | 26,66       |        |        |
| Votants        | Votants              | Votants        | 2 693        | 74,72        | 2 643       | 73,34       |        |        |
| Blancs et nuls | Blancs et nuls       | Blancs et nuls | 85           | 3,16         | 210         | 7,95        |        |        |
| Exprimés       | Exprimés             | Exprimés       | 2 608        | 96,84        | 2 433       | 92,05       |        |        |

### Béziers
- Maire sortant : Raymond Couderc (UMP)
- 49 sièges à pourvoir au conseil municipal (population légale 2011 : 71 432 habitants)
- 30 sièges à pourvoir au conseil communautaire (CA Béziers Méditerranée)

| Tête de liste  | Tête de liste       | Liste          | Premier tour | Premier tour | Second tour | Second tour | Sièges | Sièges |
| Tête de liste  | Tête de liste       | Liste          | Voix         | %            | Voix        | %           | CM     | CC     |
| -------------- | ------------------- | -------------- | ------------ | ------------ | ----------- | ----------- | ------ | ------ |
|                | Robert Ménard       | FN             | 13 068       | 44,88        | 14 867      | 46,99       | 37     | 22     |
|                | Élie Aboud          | UMP            | 8 783        | 30,16        | 10 957      | 34,63       | 8      | 5      |
|                | Jean-Michel Du Plaa | PS-EELV        | 5 431        | 18,67        | 5 817       | 18,38       | 4      | 3      |
|                | Aimé Couquet        | FG             | 1 834        | 6,30         | 5 817       | 18,38       | 4      | 3      |
|                |                     |                |              |              |             |             |        |        |
| Inscrits       | Inscrits            | Inscrits       | 47 401       | 100,00       | 47 401      | 100,00      |        |        |
| Abstentions    | Abstentions         | Abstentions    | 17 416       | 36,74        | 14 925      | 31,49       |        |        |
| Votants        | Votants             | Votants        | 29 985       | 63,26        | 32 476      | 68,51       |        |        |
| Blancs et nuls | Blancs et nuls      | Blancs et nuls | 869          | 2,90         | 835         | 2,57        |        |        |
| Exprimés       | Exprimés            | Exprimés       | 29 116       | 97,10        | 31 641      | 97,43       |        |        |

### Boujan-sur-Libron
- Maire sortant : Philippe Rougeot
- 23 sièges à pourvoir au conseil municipal (population légale 2011 : 3 136 habitants)
- 3 sièges à pourvoir au conseil communautaire (CA Béziers Méditerranée)

|                          | Gérard Abella      | DVD            | 862   | 51,89  | 18 | 2 |  |  |
|                          | Philippe Rougeot * | DVD            | 799   | 48,10  | 5  | 1 |  |  |
|                          |                    |                |       |        |    |   |  |  |
| Inscrits                 | Inscrits           | Inscrits       | 2 377 | 100,00 |    |   |  |  |
| Abstentions              | Abstentions        | Abstentions    | 605   | 25,45  |    |   |  |  |
| Votants                  | Votants            | Votants        | 1 772 | 74,55  |    |   |  |  |
| Blancs et nuls           | Blancs et nuls     | Blancs et nuls | 111   | 6,26   |    |   |  |  |
| Exprimés                 | Exprimés           | Exprimés       | 1 661 | 93,74  |    |   |  |  |
| * Liste du maire sortant |                    |                |       |        |    |   |  |  |

### Canet
- Maire sortant : Claude Revel
- 23 sièges à pourvoir au conseil municipal (population légale 2011 : 3 361 habitants)
- 5 sièges à pourvoir au conseil communautaire (CC du Clermontais)

| Tête de liste            | Tête de liste       | Liste          | Premier tour | Premier tour | Second tour | Second tour | Sièges | Sièges |
| Tête de liste            | Tête de liste       | Liste          | Voix         | %            | Voix        | %           | CM     | CC     |
| ------------------------ | ------------------- | -------------- | ------------ | ------------ | ----------- | ----------- | ------ | ------ |
|                          | Claude Revel *      | DVD            | 798          | 41,39        | 875         | 44,68       | 17     | 4      |
|                          | René Segura         | SE             | 696          | 36,09        | 843         | 43,05       | 5      | 1      |
|                          | Christiane Fulcrand | SE             | 434          | 22,51        | 240         | 12,25       | 1      |        |
|                          |                     |                |              |              |             |             |        |        |
| Inscrits                 | Inscrits            | Inscrits       | 2 521        | 100,00       | 2 521       | 100,00      |        |        |
| Abstentions              | Abstentions         | Abstentions    | 543          | 21,54        | 525         | 20,83       |        |        |
| Votants                  | Votants             | Votants        | 1 978        | 78,46        | 1 996       | 79,17       |        |        |
| Blancs et nuls           | Blancs et nuls      | Blancs et nuls | 50           | 2,53         | 38          | 1,90        |        |        |
| Exprimés                 | Exprimés            | Exprimés       | 1 928        | 97,47        | 1 958       | 98,10       |        |        |
| * Liste du maire sortant |                     |                |              |              |             |             |        |        |

### Capestang
- Maire sortant : Claude Guzovitch
- 23 sièges à pourvoir au conseil municipal (population légale 2011 : 3 075 habitants)
- 5 sièges à pourvoir au conseil communautaire (CC Sud-Hérault)

|                | Pierre Polard  | PS             | 895   | 54,74  | 18 | 4 |  |  |
|                | Michel Gary    | DVG            | 740   | 45,25  | 5  | 1 |  |  |
|                |                |                |       |        |    |   |  |  |
| Inscrits       | Inscrits       | Inscrits       | 2 377 | 100,00 |    |   |  |  |
| Abstentions    | Abstentions    | Abstentions    | 643   | 27,05  |    |   |  |  |
| Votants        | Votants        | Votants        | 1 734 | 72,95  |    |   |  |  |
| Blancs et nuls | Blancs et nuls | Blancs et nuls | 99    | 5,71   |    |   |  |  |
| Exprimés       | Exprimés       | Exprimés       | 1 635 | 94,29  |    |   |  |  |

### Castelnau-le-Lez
- Maire sortant : Jean-Pierre Grand (UMP)
- 33 sièges à pourvoir au conseil municipal (population légale 2011 : 15 951 habitants)
- 4 sièges à pourvoir au conseil communautaire (Montpellier Méditerranée Métropole)

| Tête de liste            | Tête de liste       | Liste          | Premier tour | Premier tour | Second tour | Second tour | Sièges | Sièges |
| Tête de liste            | Tête de liste       | Liste          | Voix         | %            | Voix        | %           | CM     | CC     |
| ------------------------ | ------------------- | -------------- | ------------ | ------------ | ----------- | ----------- | ------ | ------ |
|                          | Jean-Pierre Grand * | UMP            | 3 893        | 48,99        | 4 182       | 53,89       | 26     | 3      |
|                          | Henri Rouilleault   | PS-PCF-EELV    | 2 174        | 27,35        | 2 464       | 31,75       | 5      | 1      |
|                          | Micheline Vendrell  | DVD            | 1 291        | 16,24        | 1 114       | 14,35       | 2      |        |
|                          | Claude Privat       | SE             | 588          | 7,39         |             |             |        |        |
|                          |                     |                |              |              |             |             |        |        |
| Inscrits                 | Inscrits            | Inscrits       | 13 677       | 100,00       | 13 678      | 100,00      |        |        |
| Abstentions              | Abstentions         | Abstentions    | 5 355        | 39,15        | 5 307       | 38,80       |        |        |
| Votants                  | Votants             | Votants        | 8 322        | 60,85        | 8 371       | 61,20       |        |        |
| Blancs et nuls           | Blancs et nuls      | Blancs et nuls | 376          | 4,52         | 611         | 7,30        |        |        |
| Exprimés                 | Exprimés            | Exprimés       | 7 946        | 95,48        | 7 760       | 92,70       |        |        |
| * Liste du maire sortant |                     |                |              |              |             |             |        |        |

### Castries
- Maire sortant : Gilbert Pastor (PS)
- 29 sièges à pourvoir au conseil municipal (population légale 2011 : 5 811 habitants)
- 1 sièges à pourvoir au conseil communautaire (Montpellier Méditerranée Métropole)

| Tête de liste            | Tête de liste     | Liste          | Premier tour | Premier tour | Second tour | Second tour | Sièges | Sièges |
| Tête de liste            | Tête de liste     | Liste          | Voix         | %            | Voix        | %           | CM     | CC     |
| ------------------------ | ----------------- | -------------- | ------------ | ------------ | ----------- | ----------- | ------ | ------ |
|                          | Gilbert Pastor *  | PS             | 1 283        | 39,99        | 1 467       | 45,26       | 22     | 1      |
|                          | Christine Gassiot | UMP-UDI        | 825          | 25,71        | 1 052       | 32,45       | 5      |        |
|                          | Sébastien Porte   | SE             | 729          | 22,72        | 398         | 12,28       | 1      |        |
|                          | Didier Guinot     | DVG            | 371          | 11,56        | 324         | 9,99        | 1      |        |
|                          |                   |                |              |              |             |             |        |        |
| Inscrits                 | Inscrits          | Inscrits       | 4 626        | 100,00       | 4 626       | 100,00      |        |        |
| Abstentions              | Abstentions       | Abstentions    | 1 318        | 28,49        | 1 310       | 28,32       |        |        |
| Votants                  | Votants           | Votants        | 3 308        | 71,51        | 3 316       | 71,68       |        |        |
| Blancs et nuls           | Blancs et nuls    | Blancs et nuls | 100          | 3,02         | 75          | 2,26        |        |        |
| Exprimés                 | Exprimés          | Exprimés       | 3 208        | 96,98        | 3 241       | 97,74       |        |        |
| * Liste du maire sortant |                   |                |              |              |             |             |        |        |

### Cazouls-lès-Béziers
- Maire sortant : Philippe Vidal (PS)
- 27 sièges à pourvoir au conseil municipal (population légale 2011 : 4 583 habitants)
- 7 sièges à pourvoir au conseil communautaire (CC la Domitienne)

|                          | Philippe Vidal * | PS-PCF-EELV    | 1 583 | 100,00 | 27 | 7 |  |  |
|                          |                  |                |       |        |    |   |  |  |
| Inscrits                 | Inscrits         | Inscrits       | 3 275 | 100,00 |    |   |  |  |
| Abstentions              | Abstentions      | Abstentions    | 934   | 28,52  |    |   |  |  |
| Votants                  | Votants          | Votants        | 2 341 | 71,48  |    |   |  |  |
| Blancs et nuls           | Blancs et nuls   | Blancs et nuls | 758   | 32,38  |    |   |  |  |
| Exprimés                 | Exprimés         | Exprimés       | 1 583 | 67,62  |    |   |  |  |
| * Liste du maire sortant |                  |                |       |        |    |   |  |  |

### Clapiers
- Maire sortant : Pierre Maurel (PS)
- 29 sièges à pourvoir au conseil municipal (population légale 2011 : 5 265 habitants)
- 1 sièges à pourvoir au conseil communautaire (Montpellier Méditerranée Métropole)

|                | Éric Penso       | PS             | 1 505 | 55,22  | 23 | 1 |  |  |
|                | Michel Chastaing | DVG            | 812   | 29,79  | 4  |   |  |  |
|                | Logan Girard     | FG             | 222   | 8,14   | 1  |   |  |  |
|                | Pascal Parrot    | EELV           | 186   | 6,82   | 1  |   |  |  |
|                |                  |                |       |        |    |   |  |  |
| Inscrits       | Inscrits         | Inscrits       | 4 062 | 100,00 |    |   |  |  |
| Abstentions    | Abstentions      | Abstentions    | 1 100 | 27,08  |    |   |  |  |
| Votants        | Votants          | Votants        | 2 962 | 72,92  |    |   |  |  |
| Blancs et nuls | Blancs et nuls   | Blancs et nuls | 237   | 8,00   |    |   |  |  |
| Exprimés       | Exprimés         | Exprimés       | 2 725 | 92,00  |    |   |  |  |

### Clermont-l'Hérault
- Maire sortant : Alain Cazorla (PS)
- 29 sièges à pourvoir au conseil municipal (population légale 2011 : 8 121 habitants)
- 14 sièges à pourvoir au conseil communautaire (CC du Clermontais)

| Tête de liste            | Tête de liste        | Liste          | Premier tour | Premier tour | Second tour | Second tour | Sièges | Sièges |
| Tête de liste            | Tête de liste        | Liste          | Voix         | %            | Voix        | %           | CM     | CC     |
| ------------------------ | -------------------- | -------------- | ------------ | ------------ | ----------- | ----------- | ------ | ------ |
|                          | Yvan Ponce           | UDI            | 1 023        | 27,75        | 1 269       | 33,75       | 5      | 2      |
|                          | Salvador Ruiz        | SE             | 936          | 25,39        | 1 439       | 38,27       | 20     | 10     |
|                          | Alain Cazorla *      | PS             | 864          | 23,44        | 1 052       | 27,97       | 4      | 2      |
|                          | Bernard Fabreguettes | DVG            | 509          | 13,80        |             |             |        |        |
|                          | Myriam Hubert        | PG             | 354          | 9,60         |             |             |        |        |
|                          |                      |                |              |              |             |             |        |        |
| Inscrits                 | Inscrits             | Inscrits       | 5 932        | 100,00       | 5 932       | 100,00      |        |        |
| Abstentions              | Abstentions          | Abstentions    | 2 101        | 35,42        | 1 980       | 33,38       |        |        |
| Votants                  | Votants              | Votants        | 3 831        | 64,58        | 3 952       | 66,62       |        |        |
| Blancs et nuls           | Blancs et nuls       | Blancs et nuls | 145          | 3,78         | 192         | 4,86        |        |        |
| Exprimés                 | Exprimés             | Exprimés       | 3 686        | 96,22        | 3 760       | 95,14       |        |        |
| * Liste du maire sortant |                      |                |              |              |             |             |        |        |

### Cournonterral
- Maire sortant : Thierry Breysse (PS)
- 29 sièges à pourvoir au conseil municipal (population légale 2011 : 5 891 habitants)
- 1 sièges à pourvoir au conseil communautaire (Montpellier Méditerranée Métropole)

|                          | Thierry Breysse * | PS             | 1 671 | 58,18  | 23 | 1 |  |  |
|                          | Michel Brouard    | SE             | 1 201 | 41,81  | 6  |   |  |  |
|                          |                   |                |       |        |    |   |  |  |
| Inscrits                 | Inscrits          | Inscrits       | 4 516 | 100,00 |    |   |  |  |
| Abstentions              | Abstentions       | Abstentions    | 1 422 | 31,49  |    |   |  |  |
| Votants                  | Votants           | Votants        | 3 094 | 68,51  |    |   |  |  |
| Blancs et nuls           | Blancs et nuls    | Blancs et nuls | 222   | 7,18   |    |   |  |  |
| Exprimés                 | Exprimés          | Exprimés       | 2 872 | 92,82  |    |   |  |  |
| * Liste du maire sortant |                   |                |       |        |    |   |  |  |

### Fabrègues
- Maire sortant : Jacques Martinier (UMP)
- 29 sièges à pourvoir au conseil municipal (population légale 2011 : 6 257 habitants)
- 2 sièges à pourvoir au conseil communautaire (Montpellier Méditerranée Métropole)

|                          | Jacques Martinier *     | DVD            | 2 120 | 58,97  | 23 | 2 |  |  |
|                          | Laurent Pithon          | FN             | 755   | 21,00  | 3  |   |  |  |
|                          | Marielle Fenech-Monfort | PG             | 720   | 20,02  | 3  |   |  |  |
|                          |                         |                |       |        |    |   |  |  |
| Inscrits                 | Inscrits                | Inscrits       | 5 477 | 100,00 |    |   |  |  |
| Abstentions              | Abstentions             | Abstentions    | 1 769 | 32,30  |    |   |  |  |
| Votants                  | Votants                 | Votants        | 3 708 | 67,70  |    |   |  |  |
| Blancs et nuls           | Blancs et nuls          | Blancs et nuls | 113   | 3,05   |    |   |  |  |
| Exprimés                 | Exprimés                | Exprimés       | 3 595 | 96,95  |    |   |  |  |
| * Liste du maire sortant |                         |                |       |        |    |   |  |  |

### Florensac
- Maire sortant : Vincent Gaudy (PS)
- 27 sièges à pourvoir au conseil municipal (population légale 2011 : 4 909 habitants)
- 3 sièges à pourvoir au conseil communautaire (CA Hérault Méditerranée)

|                          | Vincent Gaudy *  | PS             | 1 546 | 56,52  | 22 | 3 |  |  |
|                          | Charles Bertrand | DVD            | 716   | 26,17  | 3  |   |  |  |
|                          | Vincent Arnal    | FN             | 473   | 17,29  | 2  |   |  |  |
|                          | Kamal Anouji     | SE             | 0     | 0,00   |    |   |  |  |
|                          |                  |                |       |        |    |   |  |  |
| Inscrits                 | Inscrits         | Inscrits       | 3 680 | 100,00 |    |   |  |  |
| Abstentions              | Abstentions      | Abstentions    | 850   | 23,10  |    |   |  |  |
| Votants                  | Votants          | Votants        | 2 830 | 76,90  |    |   |  |  |
| Blancs et nuls           | Blancs et nuls   | Blancs et nuls | 95    | 3,36   |    |   |  |  |
| Exprimés                 | Exprimés         | Exprimés       | 2 735 | 96,64  |    |   |  |  |
| * Liste du maire sortant |                  |                |       |        |    |   |  |  |

### Frontignan
- Maire sortant : Pierre Bouldoire (PS)
- 35 sièges à pourvoir au conseil municipal (population légale 2011 : 22 719 habitants)
- 11 sièges à pourvoir au conseil communautaire (CA Sète Agglopôle Méditerranée)

| Tête de liste            | Tête de liste      | Liste          | Premier tour | Premier tour | Second tour | Second tour | Sièges | Sièges |
| Tête de liste            | Tête de liste      | Liste          | Voix         | %            | Voix        | %           | CM     | CC     |
| ------------------------ | ------------------ | -------------- | ------------ | ------------ | ----------- | ----------- | ------ | ------ |
|                          | Pierre Bouldoire * | PS-PCF-EELV    | 5 023        | 44,51        | 6 469       | 56,89       | 28     | 9      |
|                          | Gérard Prato       | FN             | 3 352        | 29,70        | 4 902       | 43,10       | 7      | 2      |
|                          | Frédéric Toos      | UMP-UDI        | 1 570        | 13,91        |             |             |        |        |
|                          | Daniel Combettes   | SE             | 1 338        | 11,85        |             |             |        |        |
|                          |                    |                |              |              |             |             |        |        |
| Inscrits                 | Inscrits           | Inscrits       | 18 047       | 100,00       | 18 047      | 100,00      |        |        |
| Abstentions              | Abstentions        | Abstentions    | 6 368        | 35,29        | 6 093       | 33,76       |        |        |
| Votants                  | Votants            | Votants        | 11 679       | 64,71        | 11 954      | 66,24       |        |        |
| Blancs et nuls           | Blancs et nuls     | Blancs et nuls | 396          | 3,39         | 583         | 4,88        |        |        |
| Exprimés                 | Exprimés           | Exprimés       | 11 283       | 96,61        | 11 371      | 95,12       |        |        |
| * Liste du maire sortant |                    |                |              |              |             |             |        |        |

### Ganges
- Maire sortant : Michel Fratissier
- 27 sièges à pourvoir au conseil municipal (population légale 2011 : 4 031 habitants)
- 10 sièges à pourvoir au conseil communautaire (CC des Cévennes gangeoises et suménoises)

|                          | Michel Fratissier * | DVG            | 1 297 | 67,48  | 23 | 9 |  |  |
|                          | Marc Bertrand       | SE             | 625   | 32,51  | 4  | 1 |  |  |
|                          |                     |                |       |        |    |   |  |  |
| Inscrits                 | Inscrits            | Inscrits       | 3 083 | 100,00 |    |   |  |  |
| Abstentions              | Abstentions         | Abstentions    | 1 064 | 34,51  |    |   |  |  |
| Votants                  | Votants             | Votants        | 2 019 | 65,49  |    |   |  |  |
| Blancs et nuls           | Blancs et nuls      | Blancs et nuls | 97    | 4,80   |    |   |  |  |
| Exprimés                 | Exprimés            | Exprimés       | 1 922 | 95,20  |    |   |  |  |
| * Liste du maire sortant |                     |                |       |        |    |   |  |  |

### Gigean
- Maire sortant : Francis Veaute (DVG)
- 29 sièges à pourvoir au conseil municipal (population légale 2011 : 5 813 habitants)
- 2 sièges à pourvoir au conseil communautaire (CA Sète Agglopôle Méditerranée)

| Tête de liste            | Tête de liste       | Liste          | Premier tour | Premier tour | Second tour | Second tour | Sièges | Sièges |
| Tête de liste            | Tête de liste       | Liste          | Voix         | %            | Voix        | %           | CM     | CC     |
| ------------------------ | ------------------- | -------------- | ------------ | ------------ | ----------- | ----------- | ------ | ------ |
|                          | Francis Veaute *    | SE             | 1 186        | 43,31        | 1 423       | 51,72       | 22     | 2      |
|                          | Alain Bertes        | DVG            | 795          | 29,03        | 968         | 35,18       | 5      |        |
|                          | Jean-Jacques Molina | SE             | 465          | 16,98        | 360         | 13,08       | 2      |        |
|                          | Marcel Stoecklin    | SE             | 292          | 10,66        |             |             |        |        |
|                          |                     |                |              |              |             |             |        |        |
| Inscrits                 | Inscrits            | Inscrits       | 4 299        | 100,00       | 4 299       | 100,00      |        |        |
| Abstentions              | Abstentions         | Abstentions    | 1 457        | 33,89        | 1 448       | 33,68       |        |        |
| Votants                  | Votants             | Votants        | 2 842        | 66,11        | 2 851       | 66,32       |        |        |
| Blancs et nuls           | Blancs et nuls      | Blancs et nuls | 104          | 3,66         | 100         | 3,51        |        |        |
| Exprimés                 | Exprimés            | Exprimés       | 2 738        | 96,34        | 2 751       | 96,49       |        |        |
| * Liste du maire sortant |                     |                |              |              |             |             |        |        |

### Gignac
- Maire sortant : Jean Marcel Jover
- 29 sièges à pourvoir au conseil municipal (population légale 2011 : 5 515 habitants)
- 6 sièges à pourvoir au conseil communautaire (CC Vallée de l'Hérault)

|                          | Jean-François Soto  | DVG            | 1 720 | 59,72  | 23 | 5 |  |  |
|                          | Jean Marcel Jover * | DVG            | 1 160 | 40,27  | 6  | 1 |  |  |
|                          |                     |                |       |        |    |   |  |  |
| Inscrits                 | Inscrits            | Inscrits       | 4 042 | 100,00 |    |   |  |  |
| Abstentions              | Abstentions         | Abstentions    | 1 018 | 25,19  |    |   |  |  |
| Votants                  | Votants             | Votants        | 3 024 | 74,81  |    |   |  |  |
| Blancs et nuls           | Blancs et nuls      | Blancs et nuls | 144   | 4,76   |    |   |  |  |
| Exprimés                 | Exprimés            | Exprimés       | 2 880 | 95,24  |    |   |  |  |
| * Liste du maire sortant |                     |                |       |        |    |   |  |  |

### Grabels
- Maire sortant : René Revol (PG)
- 29 sièges à pourvoir au conseil municipal (population légale 2011 : 6 543 habitants)
- 2 sièges à pourvoir au conseil communautaire (Montpellier Méditerranée Métropole)

| Tête de liste            | Tête de liste  | Liste          | Premier tour | Premier tour | Second tour | Second tour | Sièges | Sièges |
| Tête de liste            | Tête de liste  | Liste          | Voix         | %            | Voix        | %           | CM     | CC     |
| ------------------------ | -------------- | -------------- | ------------ | ------------ | ----------- | ----------- | ------ | ------ |
|                          | René Revol *   | PG             | 1 596        | 49,96        | 1 775       | 56,47       | 23     | 2      |
|                          | Régis Morvan   | UMP-UDI        | 843          | 26,39        | 1 368       | 43,52       | 6      |        |
|                          | Pascal Heymes  | SE             | 755          | 23,63        |             |             |        |        |
|                          |                |                |              |              |             |             |        |        |
| Inscrits                 | Inscrits       | Inscrits       | 4 813        | 100,00       | 4 814       | 100,00      |        |        |
| Abstentions              | Abstentions    | Abstentions    | 1 520        | 31,58        | 1 530       | 31,78       |        |        |
| Votants                  | Votants        | Votants        | 3 293        | 68,42        | 3 284       | 68,22       |        |        |
| Blancs et nuls           | Blancs et nuls | Blancs et nuls | 99           | 3,01         | 141         | 4,29        |        |        |
| Exprimés                 | Exprimés       | Exprimés       | 3 194        | 96,99        | 3 143       | 95,71       |        |        |
| * Liste du maire sortant |                |                |              |              |             |             |        |        |

### Jacou
- Maire sortant : Renaud Calvat (PS)
- 29 sièges à pourvoir au conseil municipal (population légale 2011 : 5 194 habitants)
- 1 sièges à pourvoir au conseil communautaire (Montpellier Méditerranée Métropole)

|                          | Renaud Calvat *   | PS             | 1 932 | 65,73  | 25 | 1 |  |  |
|                          | Jean-Pierre Lopez | DVD            | 556   | 18,91  | 2  |   |  |  |
|                          | Richard Huméry    | DVD            | 451   | 15,34  | 2  |   |  |  |
|                          |                   |                |       |        |    |   |  |  |
| Inscrits                 | Inscrits          | Inscrits       | 4 417 | 100,00 |    |   |  |  |
| Abstentions              | Abstentions       | Abstentions    | 1 270 | 28,75  |    |   |  |  |
| Votants                  | Votants           | Votants        | 3 147 | 71,25  |    |   |  |  |
| Blancs et nuls           | Blancs et nuls    | Blancs et nuls | 208   | 6,61   |    |   |  |  |
| Exprimés                 | Exprimés          | Exprimés       | 2 939 | 93,39  |    |   |  |  |
| * Liste du maire sortant |                   |                |       |        |    |   |  |  |

### Juvignac
- Maire sortant : Danièle Antoine-Santonja (UMP)
- 29 sièges à pourvoir au conseil municipal (population légale 2011 : 7 668 habitants)
- 2 sièges à pourvoir au conseil communautaire (Montpellier Méditerranée Métropole)

| Tête de liste  | Tête de liste          | Liste          | Premier tour | Premier tour | Second tour | Second tour | Sièges | Sièges |
| Tête de liste  | Tête de liste          | Liste          | Voix         | %            | Voix        | %           | CM     | CC     |
| -------------- | ---------------------- | -------------- | ------------ | ------------ | ----------- | ----------- | ------ | ------ |
|                | Arnaud Julien          | UMP            | 1 562        | 38,20        | 1 887       | 43,64       | 6      |        |
|                | Jean-Luc Savy          | SE             | 1 144        | 27,97        | 1 959       | 45,30       | 22     | 2      |
|                | Philipp Rocher         | PS             | 633          | 15,48        |             |             |        |        |
|                | Stéphane Goepfert      | FN             | 626          | 15,30        | 478         | 11,05       | 1      |        |
|                | Anne-Jacqueline Corral | DVD            | 124          | 3,03         |             |             |        |        |
|                |                        |                |              |              |             |             |        |        |
| Inscrits       | Inscrits               | Inscrits       | 6 368        | 100,00       | 6 368       | 100,00      |        |        |
| Abstentions    | Abstentions            | Abstentions    | 2 134        | 33,51        | 1 909       | 29,98       |        |        |
| Votants        | Votants                | Votants        | 4 234        | 66,49        | 4 459       | 70,02       |        |        |
| Blancs et nuls | Blancs et nuls         | Blancs et nuls | 145          | 3,42         | 135         | 3,03        |        |        |
| Exprimés       | Exprimés               | Exprimés       | 4 089        | 96,58        | 4 324       | 96,97       |        |        |

### La Grande-Motte
- Maire sortant : Stéphan Rossignol (UMP)
- 29 sièges à pourvoir au conseil municipal (population légale 2011 : 8 488 habitants)
- 8 sièges à pourvoir au conseil communautaire (CA du Pays de l'Or)

|                          | Stéphan Rossignol * | UMP            | 3 146 | 54,34  | 24 | 7 |  |  |
|                          | Christophe Thiollet | FN             | 1 293 | 22,33  | 3  | 1 |  |  |
|                          | Sylvie Berger       | DVD            | 698   | 12,05  | 1  |   |  |  |
|                          | Serge Durand        | DVD            | 368   | 6,35   | 1  |   |  |  |
|                          | Philippa Siemiano   | PS             | 284   | 4,90   |    |   |  |  |
|                          |                     |                |       |        |    |   |  |  |
| Inscrits                 | Inscrits            | Inscrits       | 8 221 | 100,00 |    |   |  |  |
| Abstentions              | Abstentions         | Abstentions    | 2 323 | 28,26  |    |   |  |  |
| Votants                  | Votants             | Votants        | 5 898 | 71,74  |    |   |  |  |
| Blancs et nuls           | Blancs et nuls      | Blancs et nuls | 109   | 1,85   |    |   |  |  |
| Exprimés                 | Exprimés            | Exprimés       | 5 789 | 98,15  |    |   |  |  |
| * Liste du maire sortant |                     |                |       |        |    |   |  |  |

### Lattes
- Maire sortant : Cyril Meunier (DVG)
- 33 sièges à pourvoir au conseil municipal (population légale 2011 : 15 754 habitants)
- 5 sièges à pourvoir au conseil communautaire (Montpellier Méditerranée Métropole)

| Tête de liste            | Tête de liste      | Liste          | Premier tour | Premier tour | Second tour | Second tour | Sièges | Sièges |
| Tête de liste            | Tête de liste      | Liste          | Voix         | %            | Voix        | %           | CM     | CC     |
| ------------------------ | ------------------ | -------------- | ------------ | ------------ | ----------- | ----------- | ------ | ------ |
|                          | Cyril Meunier *    | DVG            | 3 943        | 49,07        | 4 119       | 50,50       | 25     | 4      |
|                          | Jean-Noel Fourcade | UMP-UDI        | 2 738        | 34,07        | 3 105       | 38,07       | 6      | 1      |
|                          | Christian Clausier | FN             | 1 354        | 16,85        | 932         | 11,42       | 2      |        |
|                          |                    |                |              |              |             |             |        |        |
| Inscrits                 | Inscrits           | Inscrits       | 13 051       | 100,00       | 13 051      | 100,00      |        |        |
| Abstentions              | Abstentions        | Abstentions    | 4 739        | 36,31        | 4 676       | 35,83       |        |        |
| Votants                  | Votants            | Votants        | 8 312        | 63,69        | 8 375       | 64,17       |        |        |
| Blancs et nuls           | Blancs et nuls     | Blancs et nuls | 277          | 3,33         | 219         | 2,61        |        |        |
| Exprimés                 | Exprimés           | Exprimés       | 8 035        | 96,67        | 8 156       | 97,39       |        |        |
| * Liste du maire sortant |                    |                |              |              |             |             |        |        |

### Le Crès
- Maire sortant : Pierre Bonnal (PS)
- 29 sièges à pourvoir au conseil municipal (population légale 2011 : 8 250 habitants)
- 2 sièges à pourvoir au conseil communautaire (Montpellier Méditerranée Métropole)

| Tête de liste            | Tête de liste      | Liste          | Premier tour | Premier tour | Second tour | Second tour | Sièges | Sièges |
| Tête de liste            | Tête de liste      | Liste          | Voix         | %            | Voix        | %           | CM     | CC     |
| ------------------------ | ------------------ | -------------- | ------------ | ------------ | ----------- | ----------- | ------ | ------ |
|                          | Pierre Bonnal *    | PS             | 2 080        | 48,07        | 2 371       | 52,33       | 22     | 2      |
|                          | Stéphane Champay   | DVD            | 1 246        | 28,79        | 2 154       | 47,54       | 7      |        |
|                          | Jacques Berthelier | DVD            | 1 001        | 23,13        | 5           | 0,11        |        |        |
|                          |                    |                |              |              |             |             |        |        |
| Inscrits                 | Inscrits           | Inscrits       | 6 855        | 100,00       | 6 855       | 100,00      |        |        |
| Abstentions              | Abstentions        | Abstentions    | 2 332        | 34,02        | 2 196       | 32,04       |        |        |
| Votants                  | Votants            | Votants        | 4 523        | 65,98        | 4 659       | 67,96       |        |        |
| Blancs et nuls           | Blancs et nuls     | Blancs et nuls | 196          | 4,33         | 129         | 2,77        |        |        |
| Exprimés                 | Exprimés           | Exprimés       | 4 327        | 95,67        | 4 530       | 97,23       |        |        |
| * Liste du maire sortant |                    |                |              |              |             |             |        |        |

### Lespignan
- Maire sortant : Claude Clariana
- 23 sièges à pourvoir au conseil municipal (population légale 2011 : 3 151 habitants)
- 4 sièges à pourvoir au conseil communautaire (CC la Domitienne)

|                | Jean-François Guibbert | DVG            | 971   | 55,13  | 18 | 3 |  |  |
|                | Pascal Loubet          | DVD            | 790   | 44,86  | 5  | 1 |  |  |
|                |                        |                |       |        |    |   |  |  |
| Inscrits       | Inscrits               | Inscrits       | 2 450 | 100,00 |    |   |  |  |
| Abstentions    | Abstentions            | Abstentions    | 618   | 25,22  |    |   |  |  |
| Votants        | Votants                | Votants        | 1 832 | 74,78  |    |   |  |  |
| Blancs et nuls | Blancs et nuls         | Blancs et nuls | 71    | 3,88   |    |   |  |  |
| Exprimés       | Exprimés               | Exprimés       | 1 761 | 96,12  |    |   |  |  |

### Lodève
- Maire sortant : Marie-Christine Bousquet (PS)
- 29 sièges à pourvoir au conseil municipal (population légale 2011 : 7 638 habitants)
- 21 sièges à pourvoir au conseil communautaire (CC Lodévois et Larzac)

| Tête de liste            | Tête de liste              | Liste          | Premier tour | Premier tour | Second tour | Second tour | Sièges | Sièges |
| Tête de liste            | Tête de liste              | Liste          | Voix         | %            | Voix        | %           | CM     | CC     |
| ------------------------ | -------------------------- | -------------- | ------------ | ------------ | ----------- | ----------- | ------ | ------ |
|                          | Marie-Christine Bousquet * | PS-PCF-EELV    | 1 744        | 47,92        | 2 052       | 51,88       | 22     | 16     |
|                          | Robert Lecou               | UMP-UDI        | 1 563        | 42,95        | 1 903       | 48,11       | 7      | 5      |
|                          | Marie-José Hugon           | SE             | 332          | 9,12         |             |             |        |        |
|                          |                            |                |              |              |             |             |        |        |
| Inscrits                 | Inscrits                   | Inscrits       | 5 446        | 100,00       | 5 447       | 100,00      |        |        |
| Abstentions              | Abstentions                | Abstentions    | 1 661        | 30,50        | 1 351       | 24,80       |        |        |
| Votants                  | Votants                    | Votants        | 3 785        | 69,50        | 4 096       | 75,20       |        |        |
| Blancs et nuls           | Blancs et nuls             | Blancs et nuls | 146          | 3,86         | 141         | 3,44        |        |        |
| Exprimés                 | Exprimés                   | Exprimés       | 3 639        | 96,14        | 3 955       | 96,56       |        |        |
| * Liste du maire sortant |                            |                |              |              |             |             |        |        |

### Lunel
- Maire sortant : Claude Arnaud (DVD)
- 35 sièges à pourvoir au conseil municipal (population légale 2011 : 25 565 habitants)
- 23 sièges à pourvoir au conseil communautaire (CA Lunel Agglo)

| Tête de liste            | Tête de liste        | Liste          | Premier tour | Premier tour | Second tour | Second tour | Sièges | Sièges |
| Tête de liste            | Tête de liste        | Liste          | Voix         | %            | Voix        | %           | CM     | CC     |
| ------------------------ | -------------------- | -------------- | ------------ | ------------ | ----------- | ----------- | ------ | ------ |
|                          | Claude Arnaud *      | DVD            | 3 831        | 36,35        | 4 676       | 43,65       | 26     | 17     |
|                          | Julia Plane          | FN             | 2 585        | 24,53        | 2 925       | 27,30       | 5      | 3      |
|                          | Philippe Moissonnier | PS             | 1 541        | 14,62        | 2 081       | 19,42       | 3      | 2      |
|                          | Olivier Poirot       | UMP            | 1 152        | 10,93        | 1 030       | 9,61        | 1      | 1      |
|                          | Serge Poitou         | SE             | 867          | 8,22         |             |             |        |        |
|                          | François Got         | FG             | 561          | 5,32         |             |             |        |        |
|                          |                      |                |              |              |             |             |        |        |
| Inscrits                 | Inscrits             | Inscrits       | 17 260       | 100,00       | 17 254      | 100,00      |        |        |
| Abstentions              | Abstentions          | Abstentions    | 6 466        | 37,46        | 6 195       | 35,90       |        |        |
| Votants                  | Votants              | Votants        | 10 794       | 62,54        | 11 059      | 64,10       |        |        |
| Blancs et nuls           | Blancs et nuls       | Blancs et nuls | 257          | 2,38         | 347         | 3,14        |        |        |
| Exprimés                 | Exprimés             | Exprimés       | 10 537       | 97,62        | 10 712      | 96,86       |        |        |
| * Liste du maire sortant |                      |                |              |              |             |             |        |        |

### Lunel-Viel
- Maire sortant : Jean Charpentier (SE)
- 27 sièges à pourvoir au conseil municipal (population légale 2011 : 3 729 habitants)
- 3 sièges à pourvoir au conseil communautaire (CA Lunel Agglo)

| Tête de liste            | Tête de liste      | Liste          | Premier tour | Premier tour | Second tour | Second tour | Sièges | Sièges |
| Tête de liste            | Tête de liste      | Liste          | Voix         | %            | Voix        | %           | CM     | CC     |
| ------------------------ | ------------------ | -------------- | ------------ | ------------ | ----------- | ----------- | ------ | ------ |
|                          | Jean Charpentier * | SE             | 893          | 43,20        | 1 077       | 52,30       | 21     | 2      |
|                          | Norbert Tinel      | SE             | 545          | 26,36        | 982         | 47,69       | 6      | 1      |
|                          | Alain Jean         | SE             | 398          | 19,25        |             |             |        |        |
|                          | Michel Cournut     | DVD            | 231          | 11,17        |             |             |        |        |
|                          |                    |                |              |              |             |             |        |        |
| Inscrits                 | Inscrits           | Inscrits       | 2 784        | 100,00       | 2 784       | 100,00      |        |        |
| Abstentions              | Abstentions        | Abstentions    | 659          | 23,67        | 639         | 22,95       |        |        |
| Votants                  | Votants            | Votants        | 2 125        | 76,33        | 2 145       | 77,05       |        |        |
| Blancs et nuls           | Blancs et nuls     | Blancs et nuls | 58           | 2,73         | 86          | 4,01        |        |        |
| Exprimés                 | Exprimés           | Exprimés       | 2 067        | 97,27        | 2 059       | 95,99       |        |        |
| * Liste du maire sortant |                    |                |              |              |             |             |        |        |

### Magalas
- Maire sortant : Charles Hey
- 23 sièges à pourvoir au conseil municipal (population légale 2011 : 3 120 habitants)
- 6 sièges à pourvoir au conseil communautaire (CC Les Avant-Monts)

|                          | Charles Hey *  | DVD            | 946   | 56,57  | 18 | 5 |  |  |
|                          | Olivier Astruc | DVG            | 726   | 43,42  | 5  | 1 |  |  |
|                          |                |                |       |        |    |   |  |  |
| Inscrits                 | Inscrits       | Inscrits       | 2 403 | 100,00 |    |   |  |  |
| Abstentions              | Abstentions    | Abstentions    | 648   | 26,97  |    |   |  |  |
| Votants                  | Votants        | Votants        | 1 755 | 73,03  |    |   |  |  |
| Blancs et nuls           | Blancs et nuls | Blancs et nuls | 83    | 4,73   |    |   |  |  |
| Exprimés                 | Exprimés       | Exprimés       | 1 672 | 95,27  |    |   |  |  |
| * Liste du maire sortant |                |                |       |        |    |   |  |  |

### Maraussan
- Maire sortant : Serge Pesce (PS)
- 27 sièges à pourvoir au conseil municipal (population légale 2011 : 3 905 habitants)
- 6 sièges à pourvoir au conseil communautaire (CC la Domitienne)

|                          | Serge Pesce *  | DVG            | 1 184 | 59,64  | 22 | 5 |  |  |
|                          | Frédéric Fabre | DVD            | 801   | 40,35  | 5  | 1 |  |  |
|                          |                |                |       |        |    |   |  |  |
| Inscrits                 | Inscrits       | Inscrits       | 3 098 | 100,00 |    |   |  |  |
| Abstentions              | Abstentions    | Abstentions    | 1 007 | 32,50  |    |   |  |  |
| Votants                  | Votants        | Votants        | 2 091 | 67,50  |    |   |  |  |
| Blancs et nuls           | Blancs et nuls | Blancs et nuls | 106   | 5,07   |    |   |  |  |
| Exprimés                 | Exprimés       | Exprimés       | 1 985 | 94,93  |    |   |  |  |
| * Liste du maire sortant |                |                |       |        |    |   |  |  |

### Marseillan
- Maire sortant : Yves Michel (UMP)
- 29 sièges à pourvoir au conseil municipal (population légale 2011 : 7 919 habitants)
- 3 sièges à pourvoir au conseil communautaire (CA Sète Agglopôle Méditerranée)

|                          | Yves Michel *  | DVD            | 2 908 | 59,18  | 24 | 3 |  |  |
|                          | Williams Meric | PS             | 1 109 | 22,57  | 3  |   |  |  |
|                          | Johann Grosso  | SE             | 896   | 18,23  | 2  |   |  |  |
|                          |                |                |       |        |    |   |  |  |
| Inscrits                 | Inscrits       | Inscrits       | 6 757 | 100,00 |    |   |  |  |
| Abstentions              | Abstentions    | Abstentions    | 1 709 | 25,29  |    |   |  |  |
| Votants                  | Votants        | Votants        | 5 048 | 74,71  |    |   |  |  |
| Blancs et nuls           | Blancs et nuls | Blancs et nuls | 135   | 2,67   |    |   |  |  |
| Exprimés                 | Exprimés       | Exprimés       | 4 913 | 97,33  |    |   |  |  |
| * Liste du maire sortant |                |                |       |        |    |   |  |  |

### Marsillargues
- Maire sortant : Bernadette Vignon (DVG)
- 29 sièges à pourvoir au conseil municipal (population légale 2011 : 6 130 habitants)
- 6 sièges à pourvoir au conseil communautaire (CA Lunel Agglo)

| Tête de liste            | Tête de liste       | Liste          | Premier tour | Premier tour | Second tour | Second tour | Sièges | Sièges |
| Tête de liste            | Tête de liste       | Liste          | Voix         | %            | Voix        | %           | CM     | CC     |
| ------------------------ | ------------------- | -------------- | ------------ | ------------ | ----------- | ----------- | ------ | ------ |
|                          | Philippe Ulles      | DVG            | 1 060        | 33,70        | 1 236       | 37,94       | 5      | 1      |
|                          | Bernadette Vignon * | DVG            | 714          | 22,70        | 1 292       | 39,66       | 21     | 5      |
|                          | Nicole Mina         | FN             | 497          | 15,80        | 452         | 13,87       | 2      |        |
|                          | Laurent Crepin      | DVD            | 445          | 14,14        | 277         | 8,50        | 1      |        |
|                          | Sylvie Objois       | PS             | 274          | 8,71         |             |             |        |        |
|                          | Serge Pombo         | DVG            | 155          | 4,92         |             |             |        |        |
|                          |                     |                |              |              |             |             |        |        |
| Inscrits                 | Inscrits            | Inscrits       | 4 602        | 100,00       | 4 602       | 100,00      |        |        |
| Abstentions              | Abstentions         | Abstentions    | 1 324        | 28,77        | 1 237       | 26,88       |        |        |
| Votants                  | Votants             | Votants        | 3 278        | 71,23        | 3 365       | 73,12       |        |        |
| Blancs et nuls           | Blancs et nuls      | Blancs et nuls | 133          | 4,06         | 108         | 3,21        |        |        |
| Exprimés                 | Exprimés            | Exprimés       | 3 145        | 95,94        | 3 257       | 96,79       |        |        |
| * Liste du maire sortant |                     |                |              |              |             |             |        |        |

### Mauguio
- Maire sortant : Yvon Bourrel (DVG)
- 33 sièges à pourvoir au conseil municipal (population légale 2011 : 16 660 habitants)
- 10 sièges à pourvoir au conseil communautaire (CA du Pays de l'Or)

| Tête de liste            | Tête de liste       | Liste          | Premier tour | Premier tour | Second tour | Second tour | Sièges | Sièges |
| Tête de liste            | Tête de liste       | Liste          | Voix         | %            | Voix        | %           | CM     | CC     |
| ------------------------ | ------------------- | -------------- | ------------ | ------------ | ----------- | ----------- | ------ | ------ |
|                          | Yvon Bourrel *      | DVG            | 2 761        | 30,74        | 3 989       | 42,70       | 24     | 7      |
|                          | Marc Santapau       | FN             | 1 837        | 20,45        | 2 060       | 22,05       | 3      | 1      |
|                          | Daniel Bourguet     | SE             | 1 446        | 16,10        | 3 291       | 35,23       | 6      | 2      |
|                          | Laurent Cappelletti | SE             | 1 265        | 14,08        |             |             |        |        |
|                          | Laurent Pradeille   | PS             | 945          | 10,52        |             |             |        |        |
|                          | Alain Frapolli      | DVD            | 725          | 8,07         |             |             |        |        |
|                          |                     |                |              |              |             |             |        |        |
| Inscrits                 | Inscrits            | Inscrits       | 14 342       | 100,00       | 14 342      | 100,00      |        |        |
| Abstentions              | Abstentions         | Abstentions    | 5 087        | 35,47        | 4 707       | 32,82       |        |        |
| Votants                  | Votants             | Votants        | 9 255        | 64,53        | 9 635       | 67,18       |        |        |
| Blancs et nuls           | Blancs et nuls      | Blancs et nuls | 276          | 2,98         | 295         | 3,06        |        |        |
| Exprimés                 | Exprimés            | Exprimés       | 8 979        | 97,02        | 9 340       | 96,94       |        |        |
| * Liste du maire sortant |                     |                |              |              |             |             |        |        |

### Mèze
- Maire sortant : Henry Fricou (EELV)
- 33 sièges à pourvoir au conseil municipal (population légale 2011 : 10 964 habitants)
- 13 sièges à pourvoir au conseil communautaire (CA Sète Agglopôle Méditerranée)

| Tête de liste            | Tête de liste       | Liste          | Premier tour | Premier tour | Second tour | Second tour | Sièges | Sièges |
| Tête de liste            | Tête de liste       | Liste          | Voix         | %            | Voix        | %           | CM     | CC     |
| ------------------------ | ------------------- | -------------- | ------------ | ------------ | ----------- | ----------- | ------ | ------ |
|                          | Henry Fricou *      | DVG            | 2 880        | 49,25        | 3 040       | 51,85       | 25     | 10     |
|                          | Gilles Phocas       | UMP            | 1 702        | 29,10        | 1 748       | 29,81       | 5      | 2      |
|                          | Jean-Luc Bouchereau | FN             | 1 265        | 21,63        | 1 074       | 18,32       | 3      | 1      |
|                          |                     |                |              |              |             |             |        |        |
| Inscrits                 | Inscrits            | Inscrits       | 8 991        | 100,00       | 8 990       | 100,00      |        |        |
| Abstentions              | Abstentions         | Abstentions    | 2 904        | 32,30        | 2 942       | 32,73       |        |        |
| Votants                  | Votants             | Votants        | 6 087        | 67,70        | 6 048       | 67,27       |        |        |
| Blancs et nuls           | Blancs et nuls      | Blancs et nuls | 240          | 3,94         | 186         | 3,08        |        |        |
| Exprimés                 | Exprimés            | Exprimés       | 5 847        | 96,06        | 5 862       | 96,92       |        |        |
| * Liste du maire sortant |                     |                |              |              |             |             |        |        |

### Mireval
- Maire sortant : Francis Foulquier
- 23 sièges à pourvoir au conseil municipal (population légale 2011 : 3 274 habitants)
- 1 sièges à pourvoir au conseil communautaire (CA Sète Agglopôle Méditerranée)

| Tête de liste  | Tête de liste     | Liste          | Premier tour | Premier tour | Second tour | Second tour | Sièges | Sièges |
| Tête de liste  | Tête de liste     | Liste          | Voix         | %            | Voix        | %           | CM     | CC     |
| -------------- | ----------------- | -------------- | ------------ | ------------ | ----------- | ----------- | ------ | ------ |
|                | Christophe Durand | PS             | 626          | 34,11        | 749         | 37,26       | 16     | 1      |
|                | Valérie Levasseur | DVG            | 615          | 33,51        | 701         | 34,87       | 4      |        |
|                | Christine Raison  | SE             | 594          | 32,37        | 560         | 27,86       | 3      |        |
|                |                   |                |              |              |             |             |        |        |
| Inscrits       | Inscrits          | Inscrits       | 2 639        | 100,00       | 2 639       | 100,00      |        |        |
| Abstentions    | Abstentions       | Abstentions    | 709          | 26,87        | 577         | 21,86       |        |        |
| Votants        | Votants           | Votants        | 1 930        | 73,13        | 2 062       | 78,14       |        |        |
| Blancs et nuls | Blancs et nuls    | Blancs et nuls | 95           | 4,92         | 52          | 2,52        |        |        |
| Exprimés       | Exprimés          | Exprimés       | 1 835        | 95,08        | 2 010       | 97,48       |        |        |

### Montady
- Maire sortant : Alain Castan (DVG)
- 27 sièges à pourvoir au conseil municipal (population légale 2011 : 3 990 habitants)
- 6 sièges à pourvoir au conseil communautaire (CC la Domitienne)

| Tête de liste            | Tête de liste     | Liste          | Premier tour | Premier tour | Second tour | Second tour | Sièges | Sièges |
| Tête de liste            | Tête de liste     | Liste          | Voix         | %            | Voix        | %           | CM     | CC     |
| ------------------------ | ----------------- | -------------- | ------------ | ------------ | ----------- | ----------- | ------ | ------ |
|                          | Alain Castan *    | PS             | 776          | 35,85        | 888         | 40,90       | 20     | 5      |
|                          | Jean-Paul Sost    | DVG            | 589          | 27,21        | 684         | 31,50       | 4      | 1      |
|                          | Jean Joubert      | DVD            | 423          | 19,54        | 366         | 16,85       | 2      |        |
|                          | Laurent Blaquiere | FN             | 376          | 17,37        | 233         | 10,73       | 1      |        |
|                          |                   |                |              |              |             |             |        |        |
| Inscrits                 | Inscrits          | Inscrits       | 2 985        | 100,00       | 2 985       | 100,00      |        |        |
| Abstentions              | Abstentions       | Abstentions    | 764          | 25,59        | 750         | 25,13       |        |        |
| Votants                  | Votants           | Votants        | 2 221        | 74,41        | 2 235       | 74,87       |        |        |
| Blancs et nuls           | Blancs et nuls    | Blancs et nuls | 57           | 2,57         | 64          | 2,86        |        |        |
| Exprimés                 | Exprimés          | Exprimés       | 2 164        | 97,43        | 2 171       | 97,14       |        |        |
| * Liste du maire sortant |                   |                |              |              |             |             |        |        |

### Montagnac
- Maire sortant : Roger Fages
- 27 sièges à pourvoir au conseil municipal (population légale 2011 : 3 652 habitants)
- 3 sièges à pourvoir au conseil communautaire (CA Hérault Méditerranée)

| Tête de liste  | Tête de liste   | Liste          | Premier tour | Premier tour | Second tour | Second tour | Sièges | Sièges |
| Tête de liste  | Tête de liste   | Liste          | Voix         | %            | Voix        | %           | CM     | CC     |
| -------------- | --------------- | -------------- | ------------ | ------------ | ----------- | ----------- | ------ | ------ |
|                | Yann Llopis     | DVD            | 991          | 46,98        | 1 209       | 52,91       | 21     | 2      |
|                | Allain Jalabert | PS-PCF-EELV    | 898          | 42,57        | 1 076       | 47,08       | 6      | 1      |
|                | Jacques Garriga | DVG            | 220          | 10,43        |             |             |        |        |
|                |                 |                |              |              |             |             |        |        |
| Inscrits       | Inscrits        | Inscrits       | 3 087        | 100,00       | 3 056       | 100,00      |        |        |
| Abstentions    | Abstentions     | Abstentions    | 907          | 29,38        | 734         | 24,02       |        |        |
| Votants        | Votants         | Votants        | 2 180        | 70,62        | 2 322       | 75,98       |        |        |
| Blancs et nuls | Blancs et nuls  | Blancs et nuls | 71           | 3,26         | 37          | 1,59        |        |        |
| Exprimés       | Exprimés        | Exprimés       | 2 109        | 96,74        | 2 285       | 98,41       |        |        |

### Montferrier-sur-Lez
- Maire sortant : Michel Fraysse
- 23 sièges à pourvoir au conseil municipal (population légale 2011 : 3 428 habitants)
- 1 sièges à pourvoir au conseil communautaire (Montpellier Méditerranée Métropole)

|                          | Michel Fraysse * | UMP            | 1 227 | 56,51  | 18 | 1 |  |  |
|                          | Michel Bourelly  | DVG            | 553   | 25,47  | 3  |   |  |  |
|                          | Alain Berthet    | DVD            | 391   | 18,01  | 2  |   |  |  |
|                          |                  |                |       |        |    |   |  |  |
| Inscrits                 | Inscrits         | Inscrits       | 3 214 | 100,00 |    |   |  |  |
| Abstentions              | Abstentions      | Abstentions    | 986   | 30,68  |    |   |  |  |
| Votants                  | Votants          | Votants        | 2 228 | 69,32  |    |   |  |  |
| Blancs et nuls           | Blancs et nuls   | Blancs et nuls | 57    | 2,56   |    |   |  |  |
| Exprimés                 | Exprimés         | Exprimés       | 2 171 | 97,44  |    |   |  |  |
| * Liste du maire sortant |                  |                |       |        |    |   |  |  |

### Montpellier
- Maire sortant : Hélène Mandroux (PS)
- 65 sièges à pourvoir au conseil municipal (population légale 2011 : 264 538 habitants)
- 46 sièges à pourvoir au conseil communautaire (Montpellier Méditerranée Métropole)

| Tête de liste  | Tête de liste     | Liste             | Premier tour | Premier tour | Second tour | Second tour | Sièges | Sièges |
| Tête de liste  | Tête de liste     | Liste             | Voix         | %            | Voix        | %           | CM     | CC     |
| -------------- | ----------------- | ----------------- | ------------ | ------------ | ----------- | ----------- | ------ | ------ |
|                | Jean-Pierre Moure | PS-EELV-PRG-MRC   | 18 550       | 25,27        | 21 841      | 27,39       | 9      | 6      |
|                | Philippe Saurel   | PS diss.          | 16 836       | 22,93        | 29 928      | 37,54       | 45     | 32     |
|                | Jacques Domergue  | UDI-UMP-MoDem     | 16 675       | 22,71        | 20 631      | 25,87       | 8      | 6      |
|                | France Jamet      | FN                | 10 135       | 13,80        | 7 319       | 9,18        | 3      | 2      |
|                | Muriel Ressiguier | FG                | 5 552        | 7,56         |             |             |        |        |
|                | Joseph Francis    | UDI diss.         | 3 321        | 4,52         |             |             |        |        |
|                | Thomas Balenghien | NPA-FASE-PG diss. | 1 503        | 2,04         |             |             |        |        |
|                | Maurice Chaynes   | LO                | 651          | 0,88         |             |             |        |        |
|                | Annie Salsé       | POI               | 179          | 0,24         |             |             |        |        |
|                |                   |                   |              |              |             |             |        |        |
| Inscrits       | Inscrits          | Inscrits          | 145 590      | 100,00       | 145 591     | 100,00      |        |        |
| Abstentions    | Abstentions       | Abstentions       | 69 686       | 47,86        | 63 220      | 43,42       |        |        |
| Votants        | Votants           | Votants           | 75 904       | 52,14        | 82 371      | 56,58       |        |        |
| Blancs et nuls | Blancs et nuls    | Blancs et nuls    | 2 502        | 3,30         | 2 652       | 3,22        |        |        |
| Exprimés       | Exprimés          | Exprimés          | 73 402       | 96,70        | 79 719      | 96,78       |        |        |

### Nissan-lez-Enserune
- Maire sortant : Pierre Cros (PRG)
- 27 sièges à pourvoir au conseil municipal (population légale 2011 : 3 779 habitants)
- 5 sièges à pourvoir au conseil communautaire (CC la Domitienne)

| Tête de liste            | Tête de liste       | Liste          | Premier tour | Premier tour | Second tour | Second tour | Sièges | Sièges |
| Tête de liste            | Tête de liste       | Liste          | Voix         | %            | Voix        | %           | CM     | CC     |
| ------------------------ | ------------------- | -------------- | ------------ | ------------ | ----------- | ----------- | ------ | ------ |
|                          | Pierre Cros *       | DVG            | 893          | 42,89        | 1 121       | 52,16       | 21     | 4      |
|                          | Marc Singla         | DVG            | 830          | 39,86        | 1 028       | 47,83       | 6      | 1      |
|                          | Rose-Marie Carrasco | DVG            | 359          | 17,24        |             |             |        |        |
|                          |                     |                |              |              |             |             |        |        |
| Inscrits                 | Inscrits            | Inscrits       | 2 998        | 100,00       | 2 998       | 100,00      |        |        |
| Abstentions              | Abstentions         | Abstentions    | 841          | 28,05        | 775         | 25,85       |        |        |
| Votants                  | Votants             | Votants        | 2 157        | 71,95        | 2 223       | 74,15       |        |        |
| Blancs et nuls           | Blancs et nuls      | Blancs et nuls | 75           | 3,48         | 74          | 3,33        |        |        |
| Exprimés                 | Exprimés            | Exprimés       | 2 082        | 96,52        | 2 149       | 96,67       |        |        |
| * Liste du maire sortant |                     |                |              |              |             |             |        |        |

### Palavas-les-Flots
- Maire sortant : Christian Jeanjean (UMP)
- 29 sièges à pourvoir au conseil municipal (population légale 2011 : 6 050 habitants)
- 7 sièges à pourvoir au conseil communautaire (CA du Pays de l'Or)

| Tête de liste            | Tête de liste        | Liste          | Premier tour | Premier tour | Second tour | Second tour | Sièges | Sièges |
| Tête de liste            | Tête de liste        | Liste          | Voix         | %            | Voix        | %           | CM     | CC     |
| ------------------------ | -------------------- | -------------- | ------------ | ------------ | ----------- | ----------- | ------ | ------ |
|                          | Christian Jeanjean * | UMP            | 1 934        | 46,45        | 1 943       | 46,23       | 22     | 6      |
|                          | Mathieu Soliveres    | DVD            | 1 354        | 32,52        | 1 934       | 46,02       | 6      | 1      |
|                          | Stéphane Vincent     | FN             | 469          | 11,26        | 325         | 7,73        | 1      |        |
|                          | Jean-Louis Jacquet   | PS-PCF-EELV    | 406          | 9,75         |             |             |        |        |
|                          |                      |                |              |              |             |             |        |        |
| Inscrits                 | Inscrits             | Inscrits       | 5 720        | 100,00       | 5 720       | 100,00      |        |        |
| Abstentions              | Abstentions          | Abstentions    | 1 465        | 25,61        | 1 431       | 25,02       |        |        |
| Votants                  | Votants              | Votants        | 4 255        | 74,39        | 4 289       | 74,98       |        |        |
| Blancs et nuls           | Blancs et nuls       | Blancs et nuls | 92           | 2,16         | 87          | 2,03        |        |        |
| Exprimés                 | Exprimés             | Exprimés       | 4 163        | 97,84        | 4 202       | 97,97       |        |        |
| * Liste du maire sortant |                      |                |              |              |             |             |        |        |

### Paulhan
- Maire sortant : Bernard Soto (PS)
- 27 sièges à pourvoir au conseil municipal (population légale 2011 : 3 741 habitants)
- 6 sièges à pourvoir au conseil communautaire (CC du Clermontais)

|                          | Claude Valero  | SE             | 933   | 50,65  | 21 | 5 |  |  |
|                          | Bernard Soto * | DVG            | 599   | 32,51  | 4  | 1 |  |  |
|                          | Thierry Jam    | SE             | 310   | 16,82  | 2  |   |  |  |
|                          |                |                |       |        |    |   |  |  |
| Inscrits                 | Inscrits       | Inscrits       | 2 758 | 100,00 |    |   |  |  |
| Abstentions              | Abstentions    | Abstentions    | 858   | 31,11  |    |   |  |  |
| Votants                  | Votants        | Votants        | 1 900 | 68,89  |    |   |  |  |
| Blancs et nuls           | Blancs et nuls | Blancs et nuls | 58    | 3,05   |    |   |  |  |
| Exprimés                 | Exprimés       | Exprimés       | 1 842 | 96,95  |    |   |  |  |
| * Liste du maire sortant |                |                |       |        |    |   |  |  |

### Pérols
- Maire sortant : Christian Valette (DVD)
- 29 sièges à pourvoir au conseil municipal (population légale 2011 : 8 547 habitants)
- 2 sièges à pourvoir au conseil communautaire (Montpellier Méditerranée Métropole)

| Tête de liste  | Tête de liste    | Liste          | Premier tour | Premier tour | Second tour | Second tour | Sièges | Sièges |
| Tête de liste  | Tête de liste    | Liste          | Voix         | %            | Voix        | %           | CM     | CC     |
| -------------- | ---------------- | -------------- | ------------ | ------------ | ----------- | ----------- | ------ | ------ |
|                | Jean-Pierre Rico | UMP-UDI        | 2 039        | 42,11        | 2 452       | 50,68       | 23     | 2      |
|                | Luc Claparede    | DVD            | 1 040        | 21,47        | 942         | 19,47       | 3      |        |
|                | Alain Jamet      | FN             | 750          | 15,48        | 623         | 12,87       | 2      |        |
|                | Bernard Lledo    | DVG            | 514          | 10,61        | 573         | 11,84       | 1      |        |
|                | Frédéric Briand  | DVD            | 499          | 10,30        | 248         | 5,12        |        |        |
|                |                  |                |              |              |             |             |        |        |
| Inscrits       | Inscrits         | Inscrits       | 7 398        | 100,00       | 7 399       | 100,00      |        |        |
| Abstentions    | Abstentions      | Abstentions    | 2 425        | 32,78        | 2 459       | 33,23       |        |        |
| Votants        | Votants          | Votants        | 4 973        | 67,22        | 4 940       | 66,77       |        |        |
| Blancs et nuls | Blancs et nuls   | Blancs et nuls | 131          | 2,63         | 102         | 2,06        |        |        |
| Exprimés       | Exprimés         | Exprimés       | 4 842        | 97,37        | 4 838       | 97,94       |        |        |

### Pézenas
- Maire sortant : Alain Vogel-Singer (DVD)
- 29 sièges à pourvoir au conseil municipal (population légale 2011 : 8 290 habitants)
- 6 sièges à pourvoir au conseil communautaire (CA Hérault Méditerranée)

| Tête de liste            | Tête de liste        | Liste          | Premier tour | Premier tour | Second tour | Second tour | Sièges | Sièges |
| Tête de liste            | Tête de liste        | Liste          | Voix         | %            | Voix        | %           | CM     | CC     |
| ------------------------ | -------------------- | -------------- | ------------ | ------------ | ----------- | ----------- | ------ | ------ |
|                          | Alain Vogel-Singer * | DVD            | 1 985        | 46,08        | 2 290       | 51,34       | 22     | 5      |
|                          | Armand Riviere       | PS-PCF-EELV    | 1 570        | 36,45        | 2 170       | 48,65       | 7      | 1      |
|                          | Jean-Pierre Varea    | DVG            | 752          | 17,45        |             |             |        |        |
|                          |                      |                |              |              |             |             |        |        |
| Inscrits                 | Inscrits             | Inscrits       | 6 076        | 100,00       | 6 076       | 100,00      |        |        |
| Abstentions              | Abstentions          | Abstentions    | 1 579        | 25,99        | 1 417       | 23,32       |        |        |
| Votants                  | Votants              | Votants        | 4 497        | 74,01        | 4 659       | 76,68       |        |        |
| Blancs et nuls           | Blancs et nuls       | Blancs et nuls | 190          | 4,23         | 199         | 4,27        |        |        |
| Exprimés                 | Exprimés             | Exprimés       | 4 307        | 95,77        | 4 460       | 95,73       |        |        |
| * Liste du maire sortant |                      |                |              |              |             |             |        |        |

### Pignan
- Maire sortant : Michelle Cassar (DVG)
- 29 sièges à pourvoir au conseil municipal (population légale 2011 : 6 446 habitants)
- 2 sièges à pourvoir au conseil communautaire (Montpellier Méditerranée Métropole)

|                          | Michelle Cassar * | DVG            | 1 978 | 83,95  | 27 | 2 |  |  |
|                          | Clara Gimenez     | FG             | 378   | 16,04  | 2  |   |  |  |
|                          | Marc Gervais      | SE             | 0     | 0,00   |    |   |  |  |
|                          |                   |                |       |        |    |   |  |  |
| Inscrits                 | Inscrits          | Inscrits       | 5 608 | 100,00 |    |   |  |  |
| Abstentions              | Abstentions       | Abstentions    | 1 728 | 30,81  |    |   |  |  |
| Votants                  | Votants           | Votants        | 3 880 | 69,19  |    |   |  |  |
| Blancs et nuls           | Blancs et nuls    | Blancs et nuls | 1 524 | 39,28  |    |   |  |  |
| Exprimés                 | Exprimés          | Exprimés       | 2 356 | 60,72  |    |   |  |  |
| * Liste du maire sortant |                   |                |       |        |    |   |  |  |

### Portiragnes
- Maire sortant : Gwendoline Chaudoir
- 23 sièges à pourvoir au conseil municipal (population légale 2011 : 3 202 habitants)
- 3 sièges à pourvoir au conseil communautaire (CA Hérault Méditerranée)

| Tête de liste            | Tête de liste         | Liste          | Premier tour | Premier tour | Second tour | Second tour | Sièges | Sièges |
| Tête de liste            | Tête de liste         | Liste          | Voix         | %            | Voix        | %           | CM     | CC     |
| ------------------------ | --------------------- | -------------- | ------------ | ------------ | ----------- | ----------- | ------ | ------ |
|                          | Gwendoline Chaudoir * | DVG            | 700          | 39,41        | 811         | 44,63       | 17     | 2      |
|                          | Philippe Noisette     | UMP-UDI        | 481          | 27,08        | 662         | 36,43       | 4      | 1      |
|                          | Luc Leboucher         | DVG            | 298          | 16,77        | 344         | 18,93       | 2      |        |
|                          | Armand Soors          | DVD            | 187          | 10,52        |             |             |        |        |
|                          | Philippe Tosello-pace | DVD            | 110          | 6,19         |             |             |        |        |
|                          |                       |                |              |              |             |             |        |        |
| Inscrits                 | Inscrits              | Inscrits       | 2 715        | 100,00       | 2 715       | 100,00      |        |        |
| Abstentions              | Abstentions           | Abstentions    | 874          | 32,19        | 835         | 30,76       |        |        |
| Votants                  | Votants               | Votants        | 1 841        | 67,81        | 1 880       | 69,24       |        |        |
| Blancs et nuls           | Blancs et nuls        | Blancs et nuls | 65           | 3,53         | 63          | 3,35        |        |        |
| Exprimés                 | Exprimés              | Exprimés       | 1 776        | 96,47        | 1 817       | 96,65       |        |        |
| * Liste du maire sortant |                       |                |              |              |             |             |        |        |

### Poussan
- Maire sortant : Jacques Adge (DVG)
- 29 sièges à pourvoir au conseil municipal (population légale 2011 : 5 517 habitants)
- 7 sièges à pourvoir au conseil communautaire (CA Sète Agglopôle Méditerranée)

| Tête de liste            | Tête de liste   | Liste          | Premier tour | Premier tour | Second tour | Second tour | Sièges | Sièges |
| Tête de liste            | Tête de liste   | Liste          | Voix         | %            | Voix        | %           | CM     | CC     |
| ------------------------ | --------------- | -------------- | ------------ | ------------ | ----------- | ----------- | ------ | ------ |
|                          | Jacques Adgé *  | DVG            | 1 283        | 41,50        | 1 506       | 49,85       | 22     | 6      |
|                          | Pierre Cazenove | SE             | 783          | 25,33        | 1 243       | 41,14       | 6      | 1      |
|                          | André Lopez     | SE             | 500          | 16,17        |             |             |        |        |
|                          | Liliane Mougin  | FN             | 324          | 10,48        | 272         | 9,00        | 1      |        |
|                          | Pierre Frutos   | FG             | 201          | 6,50         |             |             |        |        |
|                          |                 |                |              |              |             |             |        |        |
| Inscrits                 | Inscrits        | Inscrits       | 4 779        | 100,00       | 4 778       | 100,00      |        |        |
| Abstentions              | Abstentions     | Abstentions    | 1 623        | 33,96        | 1 635       | 34,22       |        |        |
| Votants                  | Votants         | Votants        | 3 156        | 66,04        | 3 143       | 65,78       |        |        |
| Blancs et nuls           | Blancs et nuls  | Blancs et nuls | 65           | 2,06         | 122         | 3,88        |        |        |
| Exprimés                 | Exprimés        | Exprimés       | 3 091        | 97,94        | 3 021       | 96,12       |        |        |
| * Liste du maire sortant |                 |                |              |              |             |             |        |        |

### Prades-le-Lez
- Maire sortant : Jean-Marc Lussert (DVG)
- 27 sièges à pourvoir au conseil municipal (population légale 2011 : 4 540 habitants)
- 1 sièges à pourvoir au conseil communautaire (Montpellier Méditerranée Métropole)

| Tête de liste            | Tête de liste       | Liste          | Premier tour | Premier tour | Second tour | Second tour | Sièges | Sièges |
| Tête de liste            | Tête de liste       | Liste          | Voix         | %            | Voix        | %           | CM     | CC     |
| ------------------------ | ------------------- | -------------- | ------------ | ------------ | ----------- | ----------- | ------ | ------ |
|                          | Jean-Marc Lussert * | DVG            | 742          | 29,36        | 1 064       | 40,70       | 19     | 1      |
|                          | Jean-Noël Pintard   | DVG            | 653          | 25,84        | 969         | 37,06       | 5      |        |
|                          | Bruno Chichignoud   | DVG            | 438          | 17,33        | 969         | 37,06       | 5      |        |
|                          | Alexis Torrent      | DVG            | 441          | 17,45        | 358         | 13,69       | 2      |        |
|                          | Isabelle Chabbert   | FG             | 253          | 10,01        | 223         | 8,53        | 1      |        |
|                          |                     |                |              |              |             |             |        |        |
| Inscrits                 | Inscrits            | Inscrits       | 3 842        | 100,00       | 3 844       | 100,00      |        |        |
| Abstentions              | Abstentions         | Abstentions    | 1 166        | 30,35        | 1 121       | 29,16       |        |        |
| Votants                  | Votants             | Votants        | 2 676        | 69,65        | 2 723       | 70,84       |        |        |
| Blancs et nuls           | Blancs et nuls      | Blancs et nuls | 149          | 5,57         | 109         | 4,00        |        |        |
| Exprimés                 | Exprimés            | Exprimés       | 2 527        | 94,43        | 2 614       | 96,00       |        |        |
| * Liste du maire sortant |                     |                |              |              |             |             |        |        |

### Saint-André-de-Sangonis
- Maire sortant : Bernard Douysset (UMP)
- 29 sièges à pourvoir au conseil municipal (population légale 2011 : 5 469 habitants)
- 6 sièges à pourvoir au conseil communautaire (CC Vallée de l'Hérault)

| Tête de liste  | Tête de liste    | Liste          | Premier tour | Premier tour | Second tour | Second tour | Sièges | Sièges |
| Tête de liste  | Tête de liste    | Liste          | Voix         | %            | Voix        | %           | CM     | CC     |
| -------------- | ---------------- | -------------- | ------------ | ------------ | ----------- | ----------- | ------ | ------ |
|                | Patrick Lambolez | SE             | 868          | 34,51        | 1 124       | 42,72       | 21     | 5      |
|                | Bernard Salles   | PS-PCF-EELV    | 663          | 26,36        | 946         | 35,95       | 5      | 1      |
|                | Franck Delplace  | SE             | 595          | 23,65        | 561         | 21,32       | 3      |        |
|                | Alix Audurier    | DVG            | 389          | 15,46        |             |             |        |        |
|                |                  |                |              |              |             |             |        |        |
| Inscrits       | Inscrits         | Inscrits       | 3 921        | 100,00       | 3 921       | 100,00      |        |        |
| Abstentions    | Abstentions      | Abstentions    | 1 256        | 32,03        | 1 138       | 29,02       |        |        |
| Votants        | Votants          | Votants        | 2 665        | 67,97        | 2 783       | 70,98       |        |        |
| Blancs et nuls | Blancs et nuls   | Blancs et nuls | 150          | 5,63         | 152         | 5,46        |        |        |
| Exprimés       | Exprimés         | Exprimés       | 2 515        | 94,37        | 2 631       | 94,54       |        |        |

### Saint-Aunès
- Maire sortant : Marie-Thérèse Bruguière
- 23 sièges à pourvoir au conseil municipal (population légale 2011 : 3 047 habitants)
- 4 sièges à pourvoir au conseil communautaire (CA du Pays de l'Or)

|                          | Marie-Thérèse Bruguière * | DVD            | 985   | 61,40  | 19 | 3 |  |  |
|                          | Jean-Michel Preget        | SE             | 619   | 38,59  | 4  | 1 |  |  |
|                          |                           |                |       |        |    |   |  |  |
| Inscrits                 | Inscrits                  | Inscrits       | 2 479 | 100,00 |    |   |  |  |
| Abstentions              | Abstentions               | Abstentions    | 815   | 32,88  |    |   |  |  |
| Votants                  | Votants                   | Votants        | 1 664 | 67,12  |    |   |  |  |
| Blancs et nuls           | Blancs et nuls            | Blancs et nuls | 60    | 3,61   |    |   |  |  |
| Exprimés                 | Exprimés                  | Exprimés       | 1 604 | 96,39  |    |   |  |  |
| * Liste du maire sortant |                           |                |       |        |    |   |  |  |

### Saint-Clément-de-Rivière
- Maire sortant : Alphonse Cacciaguera (UMP)
- 27 sièges à pourvoir au conseil municipal (population légale 2011 : 4 926 habitants)
- 5 sièges à pourvoir au conseil communautaire (CC du Grand Pic Saint-Loup)

|                | Rodolphe Cayzac  | DVD            | 1 457 | 57,84  | 22 | 4 |  |  |
|                | François Georgin | DVD            | 1 062 | 42,15  | 5  | 1 |  |  |
|                |                  |                |       |        |    |   |  |  |
| Inscrits       | Inscrits         | Inscrits       | 3 575 | 100,00 |    |   |  |  |
| Abstentions    | Abstentions      | Abstentions    | 933   | 26,10  |    |   |  |  |
| Votants        | Votants          | Votants        | 2 642 | 73,90  |    |   |  |  |
| Blancs et nuls | Blancs et nuls   | Blancs et nuls | 123   | 4,66   |    |   |  |  |
| Exprimés       | Exprimés         | Exprimés       | 2 519 | 95,34  |    |   |  |  |

### Saint-Gély-du-Fesc
- Maire sortant : Georges Vincent (UMP)
- 29 sièges à pourvoir au conseil municipal (population légale 2011 : 8 917 habitants)
- 7 sièges à pourvoir au conseil communautaire (CC du Grand Pic Saint-Loup)

|                | Michèle Lernout    | UMP            | 2 862 | 53,69  | 23 | 6 |  |  |
|                | Gilles Frontin     | PS             | 1 242 | 23,30  | 3  | 1 |  |  |
|                | Fabrice Arguel     | UDI            | 485   | 9,09   | 1  |   |  |  |
|                | Jean Marie Lalande | FG             | 385   | 7,22   | 1  |   |  |  |
|                | Charles Galtier    | FN             | 356   | 6,67   | 1  |   |  |  |
|                |                    |                |       |        |    |   |  |  |
| Inscrits       | Inscrits           | Inscrits       | 8 029 | 100,00 |    |   |  |  |
| Abstentions    | Abstentions        | Abstentions    | 2 610 | 32,51  |    |   |  |  |
| Votants        | Votants            | Votants        | 5 419 | 67,49  |    |   |  |  |
| Blancs et nuls | Blancs et nuls     | Blancs et nuls | 89    | 1,64   |    |   |  |  |
| Exprimés       | Exprimés           | Exprimés       | 5 330 | 98,36  |    |   |  |  |

### Saint-Georges-d'Orques
- Maire sortant : Jean-François Audrin (UMP)
- 29 sièges à pourvoir au conseil municipal (population légale 2011 : 5 368 habitants)
- 1 sièges à pourvoir au conseil communautaire (Montpellier Méditerranée Métropole)

| Tête de liste            | Tête de liste          | Liste          | Premier tour | Premier tour | Second tour | Second tour | Sièges | Sièges |
| Tête de liste            | Tête de liste          | Liste          | Voix         | %            | Voix        | %           | CM     | CC     |
| ------------------------ | ---------------------- | -------------- | ------------ | ------------ | ----------- | ----------- | ------ | ------ |
|                          | Jean-François Audrin * | UMP            | 1 348        | 48,03        | 1 602       | 56,70       | 23     | 1      |
|                          | Jean-François Bouali   | FG             | 561          | 19,99        | 813         | 28,77       | 4      |        |
|                          | Sylvie De Bearn        | PS             | 499          | 17,78        | 410         | 14,51       | 2      |        |
|                          | Thierry Brunet         | SE             | 398          | 14,18        |             |             |        |        |
|                          |                        |                |              |              |             |             |        |        |
| Inscrits                 | Inscrits               | Inscrits       | 4 312        | 100,00       | 4 312       | 100,00      |        |        |
| Abstentions              | Abstentions            | Abstentions    | 1 392        | 32,28        | 1 372       | 31,82       |        |        |
| Votants                  | Votants                | Votants        | 2 920        | 67,72        | 2 940       | 68,18       |        |        |
| Blancs et nuls           | Blancs et nuls         | Blancs et nuls | 114          | 3,90         | 115         | 3,91        |        |        |
| Exprimés                 | Exprimés               | Exprimés       | 2 806        | 96,10        | 2 825       | 96,09       |        |        |
| * Liste du maire sortant |                        |                |              |              |             |             |        |        |

### Saint-Jean-de-Védas
- Maire sortant : Isabelle Guiraud (UMP)
- 29 sièges à pourvoir au conseil municipal (population légale 2011 : 8 632 habitants)
- 2 sièges à pourvoir au conseil communautaire (Montpellier Méditerranée Métropole)

| Tête de liste            | Tête de liste      | Liste          | Premier tour | Premier tour | Second tour | Second tour | Sièges | Sièges |
| Tête de liste            | Tête de liste      | Liste          | Voix         | %            | Voix        | %           | CM     | CC     |
| ------------------------ | ------------------ | -------------- | ------------ | ------------ | ----------- | ----------- | ------ | ------ |
|                          | Isabelle Guiraud * | UMP-UDI        | 1 978        | 40,14        | 2 403       | 48,17       | 22     | 2      |
|                          | Jacques Atlan      | DVG            | 1 327        | 26,93        | 1 390       | 27,86       | 4      |        |
|                          | Philippe Carabasse | DVG            | 1 058        | 21,47        | 770         | 15,43       | 2      |        |
|                          | Philippe Vernay    | SE             | 564          | 11,44        | 425         | 8,52        | 1      |        |
|                          |                    |                |              |              |             |             |        |        |
| Inscrits                 | Inscrits           | Inscrits       | 7 431        | 100,00       | 7 431       | 100,00      |        |        |
| Abstentions              | Abstentions        | Abstentions    | 2 320        | 31,22        | 2 305       | 31,02       |        |        |
| Votants                  | Votants            | Votants        | 5 111        | 68,78        | 5 126       | 68,98       |        |        |
| Blancs et nuls           | Blancs et nuls     | Blancs et nuls | 184          | 3,60         | 138         | 2,69        |        |        |
| Exprimés                 | Exprimés           | Exprimés       | 4 927        | 96,40        | 4 988       | 97,31       |        |        |
| * Liste du maire sortant |                    |                |              |              |             |             |        |        |

### Saint-Mathieu-de-Tréviers
- Maire sortant : Jerôme Lopez (DVG)
- 27 sièges à pourvoir au conseil municipal (population légale 2011 : 4 671 habitants)
- 5 sièges à pourvoir au conseil communautaire (CC du Grand Pic Saint-Loup)

| Tête de liste            | Tête de liste     | Liste          | Premier tour | Premier tour | Second tour | Second tour | Sièges | Sièges |
| Tête de liste            | Tête de liste     | Liste          | Voix         | %            | Voix        | %           | CM     | CC     |
| ------------------------ | ----------------- | -------------- | ------------ | ------------ | ----------- | ----------- | ------ | ------ |
|                          | Jérôme Lopez *    | PS             | 1 155        | 46,95        | 1 412       | 52,49       | 21     | 4      |
|                          | Lionel Trocellier | SE             | 907          | 36,86        | 1 278       | 47,50       | 6      | 1      |
|                          | Isabelle Poulain  | SE             | 398          | 16,17        |             |             |        |        |
|                          |                   |                |              |              |             |             |        |        |
| Inscrits                 | Inscrits          | Inscrits       | 3 518        | 100,00       | 3 518       | 100,00      |        |        |
| Abstentions              | Abstentions       | Abstentions    | 973          | 27,66        | 752         | 21,38       |        |        |
| Votants                  | Votants           | Votants        | 2 545        | 72,34        | 2 766       | 78,62       |        |        |
| Blancs et nuls           | Blancs et nuls    | Blancs et nuls | 85           | 3,34         | 76          | 2,75        |        |        |
| Exprimés                 | Exprimés          | Exprimés       | 2 460        | 96,66        | 2 690       | 97,25       |        |        |
| * Liste du maire sortant |                   |                |              |              |             |             |        |        |

### Sauvian
- Maire sortant : Bernard Auriol (DVD)
- 27 sièges à pourvoir au conseil municipal (population légale 2011 : 4 189 habitants)
- 3 sièges à pourvoir au conseil communautaire (CA Béziers Méditerranée)

|                          | Bernard Auriol *   | DVD            | 1 673 | 60,77  | 22 | 3 |  |  |
|                          | Robert Cros        | DVD            | 777   | 28,22  | 4  |   |  |  |
|                          | Christophe Chamoux | PS             | 303   | 11,00  | 1  |   |  |  |
|                          |                    |                |       |        |    |   |  |  |
| Inscrits                 | Inscrits           | Inscrits       | 3 564 | 100,00 |    |   |  |  |
| Abstentions              | Abstentions        | Abstentions    | 717   | 20,12  |    |   |  |  |
| Votants                  | Votants            | Votants        | 2 847 | 79,88  |    |   |  |  |
| Blancs et nuls           | Blancs et nuls     | Blancs et nuls | 94    | 3,30   |    |   |  |  |
| Exprimés                 | Exprimés           | Exprimés       | 2 753 | 96,70  |    |   |  |  |
| * Liste du maire sortant |                    |                |       |        |    |   |  |  |

### Sérignan
- Maire sortant : Fréderic Lacas (DVD)
- 29 sièges à pourvoir au conseil municipal (population légale 2011 : 6 740 habitants)
- 5 sièges à pourvoir au conseil communautaire (CA Béziers Méditerranée)

|                          | Frédéric Lacas * | DVD            | 3 101 | 75,17  | 26 | 5 |  |  |
|                          | Cédric Marrot    | UDI            | 1 024 | 24,82  | 3  |   |  |  |
|                          |                  |                |       |        |    |   |  |  |
| Inscrits                 | Inscrits         | Inscrits       | 5 779 | 100,00 |    |   |  |  |
| Abstentions              | Abstentions      | Abstentions    | 1 446 | 25,02  |    |   |  |  |
| Votants                  | Votants          | Votants        | 4 333 | 74,98  |    |   |  |  |
| Blancs et nuls           | Blancs et nuls   | Blancs et nuls | 208   | 4,80   |    |   |  |  |
| Exprimés                 | Exprimés         | Exprimés       | 4 125 | 95,20  |    |   |  |  |
| * Liste du maire sortant |                  |                |       |        |    |   |  |  |

### Servian
- Maire sortant : Christophe Thomas (DVD)
- 27 sièges à pourvoir au conseil municipal (population légale 2011 : 4 251 habitants)
- 3 sièges à pourvoir au conseil communautaire (CA Béziers Méditerranée)

| Tête de liste            | Tête de liste              | Liste          | Premier tour | Premier tour | Second tour | Second tour | Sièges | Sièges |
| Tête de liste            | Tête de liste              | Liste          | Voix         | %            | Voix        | %           | CM     | CC     |
| ------------------------ | -------------------------- | -------------- | ------------ | ------------ | ----------- | ----------- | ------ | ------ |
|                          | Henri Cabanel              | DVG            | 798          | 34,26        | 1 030       | 43,66       | 6      | 1      |
|                          | Christophe Thomas *        | DVD            | 786          | 33,74        | 1 131       | 47,94       | 20     | 2      |
|                          | Antoine D'esteve De Pradel | SE             | 386          | 16,57        |             |             |        |        |
|                          | Henri Granier              | UDI            | 359          | 15,41        | 198         | 8,39        | 1      |        |
|                          |                            |                |              |              |             |             |        |        |
| Inscrits                 | Inscrits                   | Inscrits       | 3 405        | 100,00       | 3 405       | 100,00      |        |        |
| Abstentions              | Abstentions                | Abstentions    | 962          | 28,25        | 951         | 27,93       |        |        |
| Votants                  | Votants                    | Votants        | 2 443        | 71,75        | 2 454       | 72,07       |        |        |
| Blancs et nuls           | Blancs et nuls             | Blancs et nuls | 114          | 4,67         | 95          | 3,87        |        |        |
| Exprimés                 | Exprimés                   | Exprimés       | 2 329        | 95,33        | 2 359       | 96,13       |        |        |
| * Liste du maire sortant |                            |                |              |              |             |             |        |        |

### Sète
- Maire sortant : François Commeinhes (UMP)
- 43 sièges à pourvoir au conseil municipal (population légale 2011 : 43 408 habitants)
- 20 sièges à pourvoir au conseil communautaire (CA Sète Agglopôle Méditerranée)

| Tête de liste            | Tête de liste          | Liste          | Premier tour | Premier tour | Second tour | Second tour | Sièges | Sièges |
| Tête de liste            | Tête de liste          | Liste          | Voix         | %            | Voix        | %           | CM     | CC     |
| ------------------------ | ---------------------- | -------------- | ------------ | ------------ | ----------- | ----------- | ------ | ------ |
|                          | François Commeinhes *  | UMP-UDI        | 7 273        | 32,86        | 10 841      | 47,63       | 32     | 15     |
|                          | François Liberti       | PCF            | 4 787        | 21,62        | 9 030       | 39,67       | 9      | 4      |
|                          | Philippe Sans          | SE             | 1 820        | 8,22         | 9 030       | 39,67       | 9      | 4      |
|                          | Marie-Christine Aubert | FN             | 3 183        | 14,38        | 2 889       | 12,69       | 2      | 1      |
|                          | Yves Marchand          | DVD            | 2 291        | 10,35        |             |             |        |        |
|                          | André Lubrano          | PS             | 1 305        | 5,89         |             |             |        |        |
|                          | Marie-Thérèse Mattera  | EELV           | 965          | 4,36         |             |             |        |        |
|                          | Rocky Talano           | SE             | 509          | 2,29         |             |             |        |        |
|                          |                        |                |              |              |             |             |        |        |
| Inscrits                 | Inscrits               | Inscrits       | 31 726       | 100,00       | 31 719      | 100,00      |        |        |
| Abstentions              | Abstentions            | Abstentions    | 9 084        | 28,63        | 8 218       | 25,91       |        |        |
| Votants                  | Votants                | Votants        | 22 642       | 71,37        | 23 501      | 74,09       |        |        |
| Blancs et nuls           | Blancs et nuls         | Blancs et nuls | 509          | 2,25         | 741         | 3,15        |        |        |
| Exprimés                 | Exprimés               | Exprimés       | 22 133       | 97,75        | 22 760      | 96,85       |        |        |
| * Liste du maire sortant |                        |                |              |              |             |             |        |        |

### Teyran
- Maire sortant : Jean Pierre Mollet
- 27 sièges à pourvoir au conseil municipal (population légale 2011 : 4 496 habitants)
- 4 sièges à pourvoir au conseil communautaire (CC du Grand Pic Saint-Loup)

| Tête de liste  | Tête de liste  | Liste          | Premier tour | Premier tour | Second tour | Second tour | Sièges | Sièges |
| Tête de liste  | Tête de liste  | Liste          | Voix         | %            | Voix        | %           | CM     | CC     |
| -------------- | -------------- | -------------- | ------------ | ------------ | ----------- | ----------- | ------ | ------ |
|                | Éric Bascou    | SE             | 1 431        | 49,73        | 1 895       | 64,23       | 22     | 3      |
|                | Pierre Cleroux | SE             | 823          | 28,60        | 1 055       | 35,76       | 5      | 1      |
|                | Guy Sauvaire   | DVD            | 483          | 16,78        |             |             |        |        |
|                | Béatrice Cros  | DVD            | 140          | 4,86         |             |             |        |        |
|                |                |                |              |              |             |             |        |        |
| Inscrits       | Inscrits       | Inscrits       | 4 028        | 100,00       | 4 029       | 100,00      |        |        |
| Abstentions    | Abstentions    | Abstentions    | 1 053        | 26,14        | 961         | 23,85       |        |        |
| Votants        | Votants        | Votants        | 2 975        | 73,86        | 3 068       | 76,15       |        |        |
| Blancs et nuls | Blancs et nuls | Blancs et nuls | 98           | 3,29         | 118         | 3,85        |        |        |
| Exprimés       | Exprimés       | Exprimés       | 2 877        | 96,71        | 2 950       | 96,15       |        |        |

### Valras-Plage
- Maire sortant : Guy Combes (DVD)
- 27 sièges à pourvoir au conseil municipal (population légale 2011 : 4 465 habitants)
- 4 sièges à pourvoir au conseil communautaire (CA Béziers Méditerranée)

| Tête de liste            | Tête de liste     | Liste          | Premier tour | Premier tour | Second tour | Second tour | Sièges | Sièges |
| Tête de liste            | Tête de liste     | Liste          | Voix         | %            | Voix        | %           | CM     | CC     |
| ------------------------ | ----------------- | -------------- | ------------ | ------------ | ----------- | ----------- | ------ | ------ |
|                          | Guy Combes *      | DVD            | 1 228        | 40,94        | 1 565       | 49,36       | 21     | 3      |
|                          | Pierre Villeneuve | DVD            | 1 193        | 39,77        | 1 282       | 40,44       | 5      | 1      |
|                          | Sébastien Vieu    | DVG            | 408          | 13,60        | 323         | 10,18       | 1      |        |
|                          | Hervé Treilhes    | DVD            | 170          | 5,66         |             |             |        |        |
|                          |                   |                |              |              |             |             |        |        |
| Inscrits                 | Inscrits          | Inscrits       | 3 981        | 100,00       | 3 983       | 100,00      |        |        |
| Abstentions              | Abstentions       | Abstentions    | 887          | 22,28        | 752         | 18,88       |        |        |
| Votants                  | Votants           | Votants        | 3 094        | 77,72        | 3 231       | 81,12       |        |        |
| Blancs et nuls           | Blancs et nuls    | Blancs et nuls | 95           | 3,07         | 61          | 1,89        |        |        |
| Exprimés                 | Exprimés          | Exprimés       | 2 999        | 96,93        | 3 170       | 98,11       |        |        |
| * Liste du maire sortant |                   |                |              |              |             |             |        |        |

### Vendargues
- Maire sortant : Pierre Dudieuzère (UMP)
- 29 sièges à pourvoir au conseil municipal (population légale 2011 : 5 792 habitants)
- 1 sièges à pourvoir au conseil communautaire (Montpellier Méditerranée Métropole)

|                          | Pierre Dudieuzère * | UMP            | 2 104 | 57,96  | 23 | 1 |  |  |
|                          | Henri Itier         | DVG            | 937   | 25,81  | 4  |   |  |  |
|                          | Éric Favard         | DVG            | 589   | 16,22  | 2  |   |  |  |
|                          |                     |                |       |        |    |   |  |  |
| Inscrits                 | Inscrits            | Inscrits       | 5 073 | 100,00 |    |   |  |  |
| Abstentions              | Abstentions         | Abstentions    | 1 325 | 26,12  |    |   |  |  |
| Votants                  | Votants             | Votants        | 3 748 | 73,88  |    |   |  |  |
| Blancs et nuls           | Blancs et nuls      | Blancs et nuls | 118   | 3,15   |    |   |  |  |
| Exprimés                 | Exprimés            | Exprimés       | 3 630 | 96,85  |    |   |  |  |
| * Liste du maire sortant |                     |                |       |        |    |   |  |  |

### Vias
- Maire sortant : Richard Monedero (DVG)
- 29 sièges à pourvoir au conseil municipal (population légale 2011 : 5 328 habitants)
- 5 sièges à pourvoir au conseil communautaire (CA Hérault Méditerranée)

| Tête de liste            | Tête de liste      | Liste          | Premier tour | Premier tour | Second tour | Second tour | Sièges | Sièges |
| Tête de liste            | Tête de liste      | Liste          | Voix         | %            | Voix        | %           | CM     | CC     |
| ------------------------ | ------------------ | -------------- | ------------ | ------------ | ----------- | ----------- | ------ | ------ |
|                          | Richard Monedero * | DVG            | 1 426        | 43,64        | 1 536       | 44,88       | 6      | 1      |
|                          | Jordan Dartier     | UMP            | 1 287        | 39,39        | 1 545       | 45,14       | 22     | 4      |
|                          | Henri De Chauny    | FN             | 554          | 16,95        | 341         | 9,96        | 1      |        |
|                          |                    |                |              |              |             |             |        |        |
| Inscrits                 | Inscrits           | Inscrits       | 4 359        | 100,00       | 4 359       | 100,00      |        |        |
| Abstentions              | Abstentions        | Abstentions    | 1 024        | 23,49        | 878         | 20,14       |        |        |
| Votants                  | Votants            | Votants        | 3 335        | 76,51        | 3 481       | 79,86       |        |        |
| Blancs et nuls           | Blancs et nuls     | Blancs et nuls | 68           | 2,04         | 59          | 1,69        |        |        |
| Exprimés                 | Exprimés           | Exprimés       | 3 267        | 97,96        | 3 422       | 98,31       |        |        |
| * Liste du maire sortant |                    |                |              |              |             |             |        |        |

### Villeneuve-lès-Béziers
- Maire sortant : Jean-Paul Galonnier
- 27 sièges à pourvoir au conseil municipal (population légale 2011 : 4 102 habitants)
- 3 sièges à pourvoir au conseil communautaire (CA Béziers Méditerranée)

| Tête de liste            | Tête de liste          | Liste          | Premier tour | Premier tour | Second tour | Second tour | Sièges | Sièges |
| Tête de liste            | Tête de liste          | Liste          | Voix         | %            | Voix        | %           | CM     | CC     |
| ------------------------ | ---------------------- | -------------- | ------------ | ------------ | ----------- | ----------- | ------ | ------ |
|                          | Jean-Paul Galonnier *  | DVG            | 900          | 46,80        | 1 097       | 50,57       | 21     | 2      |
|                          | Jean-Pierre Marc       | DVD            | 648          | 33,69        | 1 072       | 49,42       | 6      | 1      |
|                          | Michel Garcia - Berail | DVD            | 375          | 19,50        |             |             |        |        |
|                          |                        |                |              |              |             |             |        |        |
| Inscrits                 | Inscrits               | Inscrits       | 2 975        | 100,00       | 2 975       | 100,00      |        |        |
| Abstentions              | Abstentions            | Abstentions    | 608          | 20,44        | 667         | 22,42       |        |        |
| Votants                  | Votants                | Votants        | 2 367        | 79,56        | 2 308       | 77,58       |        |        |
| Blancs et nuls           | Blancs et nuls         | Blancs et nuls | 444          | 18,76        | 139         | 6,02        |        |        |
| Exprimés                 | Exprimés               | Exprimés       | 1 923        | 81,24        | 2 169       | 93,98       |        |        |
| * Liste du maire sortant |                        |                |              |              |             |             |        |        |

### Villeneuve-lès-Maguelone
- Maire sortant : Noël Segura (DVG)
- 29 sièges à pourvoir au conseil municipal (population légale 2011 : 9 354 habitants)
- 2 sièges à pourvoir au conseil communautaire (Montpellier Méditerranée Métropole)

| Tête de liste            | Tête de liste         | Liste          | Premier tour | Premier tour | Second tour | Second tour | Sièges | Sièges |
| Tête de liste            | Tête de liste         | Liste          | Voix         | %            | Voix        | %           | CM     | CC     |
| ------------------------ | --------------------- | -------------- | ------------ | ------------ | ----------- | ----------- | ------ | ------ |
|                          | Noël Segura *         | DVG            | 1 964        | 40,65        | 2 520       | 51,34       | 23     | 2      |
|                          | Serge Desseigne       | FG             | 1 230        | 25,46        | 1 799       | 36,65       | 5      |        |
|                          | Jean Ruiz             | FN             | 795          | 16,45        | 589         | 12,00       | 1      |        |
|                          | Marie-Paule Stopiello | PS-EELV        | 478          | 9,89         |             |             |        |        |
|                          | Bernard Deau          | PS             | 364          | 7,53         |             |             |        |        |
|                          |                       |                |              |              |             |             |        |        |
| Inscrits                 | Inscrits              | Inscrits       | 6 642        | 100,00       | 6 618       | 100,00      |        |        |
| Abstentions              | Abstentions           | Abstentions    | 1 689        | 25,43        | 1 576       | 23,81       |        |        |
| Votants                  | Votants               | Votants        | 4 953        | 74,57        | 5 042       | 76,19       |        |        |
| Blancs et nuls           | Blancs et nuls        | Blancs et nuls | 122          | 2,46         | 134         | 2,66        |        |        |
| Exprimés                 | Exprimés              | Exprimés       | 4 831        | 97,54        | 4 908       | 97,34       |        |        |
| * Liste du maire sortant |                       |                |              |              |             |             |        |        |

### Villeveyrac
- Maire sortant : Alain Jeantet
- 23 sièges à pourvoir au conseil municipal (population légale 2011 : 3 350 habitants)
- 4 sièges à pourvoir au conseil communautaire (CA Sète Agglopôle Méditerranée)

|                | Jean Bruno Barucchi | SE             | 1 127 | 60,88  | 19 | 3 |  |  |
|                | Joseph Martinez     | SE             | 724   | 39,11  | 4  | 1 |  |  |
|                |                     |                |       |        |    |   |  |  |
| Inscrits       | Inscrits            | Inscrits       | 2 479 | 100,00 |    |   |  |  |
| Abstentions    | Abstentions         | Abstentions    | 547   | 22,07  |    |   |  |  |
| Votants        | Votants             | Votants        | 1 932 | 77,93  |    |   |  |  |
| Blancs et nuls | Blancs et nuls      | Blancs et nuls | 81    | 4,19   |    |   |  |  |
| Exprimés       | Exprimés            | Exprimés       | 1 851 | 95,81  |    |   |  |  |